# 美味しんぼの登場人物
美味しんぼの登場人物（おいしんぼのとうじょうじんぶつ）では、漫画『美味しんぼ』に登場する架空の人物について記載する。記述はおおむね原作漫画に基づいているが、アニメやドラマ、映画版で設定が異なる場合はその都度注記する。
長期間にわたる連載により登場人物の人数も多いため、本項ではおおむね複数回登場した人物に絞って記述する。なお、年齢については原作漫画における初登場時点のものとしている。作中では主人公たちが結婚して子供が生まれたり、その子供たちが成長するなどしてゆるやかに時間が経過しているが、登場人物の加齢に関する描写はない。

## 山岡夫妻・海原雄山およびその親族

### 山岡士郎と栗田ゆう子一家
山岡 士郎
演 - 唐沢寿明（テレビドラマ・金曜エンタテイメント版）、松岡昌宏（テレビドラマ・土曜プレミアム版）、佐藤浩市（映画）
声 - 井上和彦（テレビアニメ）、千葉繁（パイロット版）
本作の主人公。初登場時27歳。東西新聞社文化部記者。美食倶楽部を主宰する世界的陶芸家である海原雄山の一人息子。父子関係の決裂で実家を飛び出してから、母親の姓を名乗り続けている。普段はグータラだが食への造詣が深く、「究極のメニュー」づくりを任される。
両親を見ていた経験から、元々は結婚しないと決めていた。また、極端に鈍感で、同じ「究極のメニュー」担当の栗田ゆう子の自分への気持ちにも全く気付かず、団や近城にライバル視されてもポカンとしていたが、近城に彼女の気持ちを教えられて以降、徐々にゆう子を意識するようになる。近城にゆう子との結婚の手助けを頼まれたりもしたが、最終的には自分が彼女と結婚することになる。
中川ら美食倶楽部関連の男性陣を呼び捨てにしているが、チヨを除く女性陣のことは「さん」付けで呼ぶ。
劇中で最初は敵方であった人物たち(板山社長など)を味方につけている。
大学は浪人して入学し、留年して卒業している。
料理の腕も板前なみであり、調理に関係する科学的な知識や食用とされる生物にも詳しい。
料理の腕は雄山や中川に徹底的に教え込まれており、実母と乳母代わりのチヨに育てられた。
山岡（栗田） ゆう子
演 - 石田ゆり子→富田靖子（テレビドラマ・金曜エンタテイメント版）、優香（テレビドラマ・土曜プレミアム版）、羽田美智子（映画）
声 - 荘真由美（テレビアニメ）
本作のヒロイン。山岡士郎の妻。初登場時22歳。東西新聞社文化部記者。この漫画の前半頃には話の進行を、アニメではナレーションを担い、彼女の視点でストーリーが進行する。
新入社員として文化部に配属されたが、出勤３日目にしてその味覚を買われ、士郎と共に「究極のメニュー」を担当することになる。のちに士郎と結婚。雄山とは紆余曲折を経て良き理解者となり、時折相談に訪れている。
結婚後も夫婦で東西新聞社に勤務しており、同じ姓が二人いると電話対応などで不便なため、社内および仕事上では旧姓の「栗田」を名乗り続けている。
山岡 遊美
山岡家長女。陽士の双子の姉。初登場作品は75巻「双子誕生!!」。性格はおとなしく、幼少時は滑舌が悪かった。
名付け親は父の士郎で、辰さんの「遊ぶ心」を感じ、そこに「美しさ」をつけ加えたものだが、当初ゆう子の親族らから猛反対された（75巻「命名騒動!?」）。母に伴われて雄山に引き合わされた際、雄山は「士郎がつけたにしてはいい名だ」と見抜いた（曰く「自分の子供に遊ぶの字を入れる親はそうおるまい」）。
名前の由来は原作者の長女から。
山岡 陽士
山岡家長男。遊美の双子の弟。初登場作品は75巻「双子誕生!!」。性格は腕白で、幼少時は海原雄山の頭に登りたがっていた。
名付け親は母のゆう子で、雄山の書から朱子の言葉を引用し、そこに「士」の文字をつけたもの。なお「士」の由来は士郎ではなく「私の初恋の人」からとったとしている。
名前の由来は原作者の長男もしくは次男から。
山岡 遊璃
山岡家次女。
初登場作品は99巻「病院食にも喜びを」。また、名前の由来は原作者の次女から。

### 海原雄山夫妻および親族
海原 雄山
演 - 原田芳雄→江守徹（テレビドラマ・金曜エンタテイメント版）、松平健（テレビドラマ・土曜プレミアム版）、三國連太郎（映画）
声 - 大塚周夫（テレビアニメ）
山岡士郎の父。初登場は1巻「油の音」。陶芸を中心に書道・絵画・文筆にも秀でた大芸術家。妥協のない厳しく激しい性格。士郎との確執が全編を貫くストーリーとなっており、存在感が非常に大きいキャラクターである。「食」もまた芸術と考える希代の美食家であり、それが嵩じて会員制料亭「美食倶楽部」を主宰している。
モデルは同じく美食家で、一頃「星ヶ岡茶寮」という料亭を経営していた北大路魯山人。作中、雄山の師である人間国宝の唐山陶人が北大路魯山人の弟子という設定になっている。雄山は魯山人を「生涯をかけて乗り越える」ことを目標としている。
外見は、白髪の混じった総髪。登場当初は杖を使用していた。服装はほとんど和服に中羽織。都内での移動はお抱え運転手付きのロールスロイスに乗る。しかしすぐに杖を使わなくなり、移動も中川を伴って徒歩になることが多い。
雅号めいた名前だが、陶人に師事する前の美術大学生時代からそう名乗っている。本名かは不明。
美術大学を日本画と書の勉学のために7年かけて卒業。山岡とし子とは大学入学後に逗留先の福島県の霊山神社で知り合った。のちに唐山陶人から独立して「雄山窯」を建てる際に結婚している（第111巻「福島の真実」）。
とし子との間にできた息子が士郎で、雄山は早くから息子の味覚に対する鋭い感性を感じ取り、士郎が中学生になった頃から調理場に入れて料理の基本を徹底的に教え込んだ（1巻「ダシの秘密」、101巻「親の味・子の心」参照）。幼少時の士郎に豊かな感性を養ってもらいたいと、自ら士郎のために食器を作ったり、食材の美味しさを引き出した料理を作って偏食を治したりするなど、父親として優しい一面もあったが、厳しい面のほうが強く、何よりも士郎の母親に対する妥協を許さぬ態度が「芸術や美食のためなら周囲を不幸にすることも厭わない人間」として、士郎の反感を買うこととなった。なお、実際には心臓の弱い妻を気遣って出産には反対していたが、雄山の後継者が必要だとして押し切られた。また、当初は余命幾ばくもなかった妻が長命を全うできたのは、ひとえに雄山に対する献身が彼女を支えていたからと主治医から告げられている。母親の死をきっかけに息子とは訣別。士郎は家にある雄山の作品をすべて壊して出奔、雄山は士郎を勘当し、絶縁状態となった。本編でのふたりの関係は、雄山が東西新聞に入社していた士郎を見つけるところから始まっている。
登場当初は、士郎が言うとおりの極めて冷酷・尊大な人物として描かれており、吸い物が気に入らないと椀を投げる、お膳をひっくり返したりする他、士郎へのあてこすりとして大原社主を美食倶楽部から追放する、公衆の面前で士郎ら東西新聞の面々を「食い物の味も分からぬ豚や猿」呼ばわりしたり、レストランの開店パーティーにわさび醤油を持ち込んでフランス料理を貶めたりするなど、傲岸不遜かつ傍若無人なキャラクターだったが、士郎に煮え湯を飲まされることも少なくなかった。しかし、5巻「もてなしの心」で「心」こそ最も大事なものと言い出してからは「気難しいが筋の通った人格者」として描かれるようになり、二人の関係をよく知っている者たちからも、士郎も父親譲りの頑固な性格で、和解が成り難かったと語られるようになった。士郎とゆう子が結婚してからは、士郎を鍛え見守る父親としての一面も見せ始め、孫に対しては頭によじ登られても苦笑いし、誕生祝いとして自作の茶碗を贈り、3人の孫たちには塗りの弁当箱を贈っている。これらの路線変更については、のちに士郎が雄山の振る舞いについて誤解していたとの説明がなされたが、周囲の人物には士郎のほうがわがままだったという印象を与え、ゆう子に至っては「雄山の育て方に原因があった」という線こそ否定してないものの、士郎については「何でも親に反抗ばかりしている」と皮肉られた。
ゆう子が父子関係の修復に動きだすようになってからは、何かと彼女に一本取られることが多くなる。雄山も口ではいろいろ言うものの、そんなゆう子を悪くは思っていない。しかし、これまでに「おまえ」や「栗田ゆう子」としか呼んだことがない。
東西新聞の「究極のメニュー」に対する帝都新聞の「至高のメニュー」のアドバイザーを引き受け、究極側を何度も敗北させているが、引き受けた理由は不明。
士郎と再会した当初は、士郎が自分に対してどういう感情を持っているか理解しかねていたため士郎を罵倒する態度をとっていたが、士郎の数々の態度から憎まれていると理解したと思われる。63巻「東西新聞の危機」では「あの男（=士郎）は私が私の妻（=士郎の母）をいじめ殺したと言う」「あの男…私を憎んでいる。終生、私を許さないそうだ」と語っている。102巻「究極と至高の行方」にて、雄山の方から手を差し伸べる形でついに士郎と和解したが、その後も対決は続き、103巻「日本全県味巡り和歌山編」では士郎に関して「『虫けら同然』から『少し対等』に扱うだけ」と言っていた。しかし、福島県の現状を共に取材し、雄山自身の過去や妻のとし子との出会いなどを士郎に語ることで2人は過去を乗り越え、それまで雄山を「お前」や「あんた」などと呼んでいた士郎が「父さん」と呼んだことで、父子はついに真の和解を果たすこととなる。
妻の存命中は一戸建ての和風邸宅にて家族3人で弟子や窯場の関係者や女中たちと暮らしていたが、妻の死後は美食倶楽部の離れで生活している。
政治家と付き合う事を嫌うが、角丸副総理や大橋総理などごく一部の政治家とは交流がある。それ故政界には顔が利くらしく、雄山を襲った「元気亭」の店主を留置所から釈放させたことがある。また、13巻「激闘鯨合戦」では角丸副総理にロビー活動を行っている。
76巻「雄山の危機」で交通事故に遭い、一時昏睡状態に陥るが、士郎が僅かに「おやじ…」と呼ぶ声で恢復に至った。
「雄山の料理好きと帝王のような味覚は天性のもの」と言われている。芸術家・美食家としてだけでなく料理人としても超一流であり、料理は普段美食倶楽部の料理人に作らせているが、8巻「スープと麺」では自ら冷やし中華を調理し周囲を驚かせた。ほか、美食倶楽部が人手不足に陥った際にも自ら板場に立ち調理している（88巻「器対決」）。また、美食倶楽部の料理の基礎は雄山自ら中川・進藤をはじめとする設立初期の板前たちに直接指導している。
雄山の親族（士郎の父方の親戚）の存在は、未登場のため不明。
「幻の魚」では鯖の刺身を下魚と罵っていたが、葉山の料理店「大しげ（かつて実在したが閉店）」にて、士郎に200尾中、1尾程度しかいない“幻の鯖”の刺身を出され、旨さを認めつつも器のせいにしてしまうが、後日詫びの意味を込めて自作の器を大しげに寄贈する。また、前述した3巻「料理のルール」では、侮辱したフランス料理店に謝罪の意を込めて「フランス料理は偉大」とした記事を書き、見直している。
「大地の赤」では士郎の緑健農法のトマト栽培にビニールハウスや化学肥料を用いていることに驚き罵ったが、その出来栄えに感動し、「対決スパゲッティ」では主要食材に起用した。結果、トマトの評価では士郎に敗北したものの、スパゲッティ自体の評価では「単純だが素材を活かして毎日でも食べたくなる」として高い評価を受け、返り討ちにしている。また、「野菜対決」でも至高のキャベツ料理に添えたトマトソースに緑健トマトを使い、士郎を負かしている。
「潮風の贈り物」では、お抱えの板前・古崎が恋人の鈴子を振って千葉の大きな料亭の娘に鞍替えしてしまい、鈴子が自殺未遂をするまでに至った。鈴子に思いを寄せていた岡星良三は必死になって介抱のために料理を作り、雄山も責任を感じて鈴子のための料理を探すが、鈴子は何も口にせず、病状も悪化する。そのような中で、士郎が鈴子の故郷である伊豆の海苔や魚介類を使った料理を出し、エキシビションマッチで大金星を取られることとなった。
海原（山岡） とし子
声 - 坪井章子
山岡士郎の母で海原雄山の妻。故人。享年は不明、名前は作品媒体により複数登場したが、第111巻「福島の真実」の回想シーンで「山岡とし子」と名乗っている。叔父は陶人の後援者、山岡伝次郎。
初登場作品は18巻「焙じ茶の心」における士郎の回想シーン。容貌は第111巻「福島の真実」にて、雄山と出会った頃の若い姿で初めて描かれた。それ以外では基本的にシルエットや後姿のみ描写である。また、登場場面ではほとんどが和装。テレビドラマ・土曜プレミアム版では士郎の回想で素顔が登場している。
旧姓は山岡（士郎は家を出た後に「海原」姓ではなくこの姓を名乗っている）。
雄山との出会いは、雄山が美術大学に入学した夏休みに福島の霊山神社にお世話になっていた時、高校1年生のとし子と出会っている。
稀代の芸術家・美食家の妻として精神的に雄山と深い繋がりがあった。そのことは、とし子初登場回で、士郎の回想シーンにおいて雄山を罵った士郎に「あなたには人の心がわからないの？」と悲しい顔をしたり、なおも茶の焙じ器を叩き割る悪態をついた士郎の顔を平手打ちする場面、また同話にて士郎が小説家・加村鯉一の妻真紀に自分の父親の母親に対する仕打ちを語ったときに真紀が、「お父様が立派な仕事を成し遂げるたびお母様は心から喜んだはず。それは自分自身の業績でもあるから」「夫婦のことは子供といえども他の人には決して分からないことがある」と語り、夫の横暴ぶりとそれに妻が献身的に応える場面がシンクロして描かれていることからもうかがえる。加えてチヨらの話はもとより、とし子を看取った医者の水村の証言（47巻「病の秘密」）、雄山からの告白からもそのことは窺えるが、生前の雄山の彼女に対する処し方が士郎の誤解を生んだことで、親子断絶の原因ともなった。だが、雄山の若い頃から彼の芸術家としての大成を誰よりも望み、そのために芸術家の妻として、また「美食倶楽部」の（運営に携わった記述は無いものの）女将として命を懸けて雄山を後押して多大な貢献をした。そのことは士郎以外の二人を知る人たちは理解していて、ゆう子も深く理解しているが、士郎だけは頑なに拒んでいた。
生まれつきの心臓疾患で徐々に心臓の筋肉が衰えていく難病に冒され、雄山は子どもを諦めるつもりだったにもかかわらず、「海原雄山という天才の血を残さなかったら恥だ」としてその意志を貫き士郎を産んだため、寿命を縮めてしまった（47巻「病の秘密」）。雄山は彼女の命日には毎年欠かさず墓参りに赴き、最も身近な中川ですら同伴させないほど彼女を愛している。
彼女が雄山のために作った料理は事ある毎にチヨにより「奥様の料理」として、ゆう子に伝えられている。47巻「結婚披露宴」で雄山は「至高の中の至高」としてかつて彼女が作った惣菜料理を選び、その安価で平凡な食材のもたらした感動が、一切妥協しない自らの芸術の道を開いたこと、そして世に認められた後も気に入らぬ仕事で苦しむたびに「貧乏でもよい」という彼女の言葉が権威・権力に屈しない気迫と精神の源だったことを語った。
美についてのアイデンティティや定義について学生時代の雄山が悩んでいた時、とし子が唐山陶人作の白磁の皿に乗せて持って来た桃を皮ごと食べた時の感覚が「美食倶楽部」の原点となっている。なお、この白磁の皿は夫婦の思い出の品となっており、士郎に託されている（第111巻「福島の真実」）。
とし子の親族（士郎の母方の親戚）は、伝次郎以外不明。ただし、士郎の台詞の中で「母方の叔父が病気で見舞いに…」というものがあったが（9巻「新妻の手料理」）、真偽のほどは不明。

### 栗田家

#### ゆう子の実家
栗田 信一
声 - 池田勝→掛川裕彦
ゆう子と誠の父で、士郎の義父。初登場1巻「舌の記憶」。初登場時51歳。東西大学教授。
温厚な性格で、士郎とゆう子のことにはあまり口を挟まないが、大事な局面では正論をストレートに吐く。義兄の沢野重一は親友。
栗田 文枝
声 - 佐久間なつみ→松尾佳子
ゆう子と誠の母で、沢野重一の妹。士郎の義母。初登場1巻「舌の記憶」。初登場時47歳。趣味は料理。ゆう子の最大の理解者であり、常にゆう子や孫たちを気に掛けている。
ゆう子とその子供たちのために、また家族の団欒を取り戻してほしいと願うため、自らの行動を親のエゴイズムと分かっている上で士郎に対して苦言を呈し、海原雄山との和解を強く求めていた。
栗田 たま代
声 - 堀絢子
ゆう子と誠の祖母で、信一の母。初登場1巻「舌の記憶」。初登場時72歳。
昔は教員をしていて、新し物好きで陽気なハイカラ婆さんと言われていた。登場当初認知症が始まったが、士郎が提供したおマチ婆っちゃんの育てた自然養鶏の鶏肉で症状が治り、そのため士郎のことを非常に気に入っている。大柱永一と交際中（13巻「涼風そうめん」）のためか、年々若返っていて、部屋はぬいぐるみだらけ。加えて、寝る時には歳に似合わぬ派手なパジャマを着るため、ゆう子に「まるで女子高生みたい」と言わせた。（45巻「和解の料理」）。護身術に長けていて、それを習ったゆう子（本人は「ほんの真似事程度」と言っている）が複数の警官をなぎ倒したこともある（9巻「最高の肉」）。
また民間療法に詳しく、士郎が頭を打って嗅覚を失った時、大根の汁を鼻の奥に垂らすという荒療法で治した（35巻「おかず対決」）。その他煎茶道の心得があり、それを教わったゆう子が海原雄山に、自分たちの結婚披露宴に出席するよう説得する場面で煎茶を振る舞ったことがある（47巻「花婿の父」）。

#### 栗田誠関係
入籍の有無が描写されていないため、戸籍上の苗字が栗田姓と滝本姓のどちらになっているかは不明。
栗田 誠
声 - 堀秀行
ゆう子の兄で、士郎の義兄。初登場1巻「舌の記憶」。初登場時27歳で、士郎と同い年でもある。電機メーカーの大日電機に勤務している。
オペラや三島由紀夫、ヨーロッパ車を好む。太宰治は大嫌い。好みの相違と妹が嫁ぐ淋しさから、ゆう子の結婚前に士郎と大喧嘩になるが（43巻「食は人を表す」）、その後は意気投合し気の置けない義兄となった。
元々同時に複数の女性と付き合うようなプレイボーイだったが、滝本たか子と知り合ってからは彼女との結婚を決意（56巻「恋のキリタンポ」）。伯父母の沢野重一・明代夫妻に反対されたが、たか子の人柄で説得に成功し承諾させる（56巻「機転の鯛料理」）。その後たか子の娘しずかとアパートで一緒に暮らし始めた。
滝本 たか子
栗田誠の三歳上の妻。初登場56巻「恋のキリタンポ」。
前の夫は秋田県出身でダンプカー運転手だったが交通事故で亡くなり、その遺志を継いで自分もダンプカー運転手になった。誠の車が立ち往生した時たか子が助けたことが縁で、誠と恋仲になる。初めは亡き夫の思いに囚われて結婚を拒むも、山岡たちの努力と誠の熱意により結婚を承諾、現在誠と娘のしずかと3人で暮らしている。
かつてダンプカーを運転中に側面衝突されて意識不明に陥ったが、ベッドの脇で呼び掛けるしずかのおかげで命を取り留めたことがある（76巻「雄山の危機!?」）。
滝本 しずか
滝本たか子の長女。初登場56巻「恋のキリタンポ」。利発な小学六年生。
完璧主義者で、百人一首大会で優勝した時にもらったトロフィーを破損させた時に、かなり後を引いていた（72巻「ドジ尽くし」）。また、誠とたか子の間に子供が出来ると愛情を取られると思って子供ができることを反対していたが、山岡の連れてきた不良娘の美奈の境遇と話を聞いて、賛成するようになった（78巻「親の心、子の心」）。

#### 栗田家の関係者
大柱 永一
声 - 矢田稔
栗田たま代の交際相手。初登場13巻「涼風そうめん」。広告代理店銀宣社の創業者で現在は相談役。
心理学の研究に没頭している。その研究のため占い師をしていて夏バテで倒れたところをたま代に介護され、それが縁でたま代と交際を始めた。現在では栗田家との家族ぐるみの親密な付き合いをしている。TVアニメでは大橋永一という名前になっていた。
沢野 重一・明代夫妻
重一は栗田文枝の兄で、ゆう子と誠の伯父。東東大学教授で、栗田信一の親友。二人とも初登場は18巻「ドライビールの秘密」。
夫妻は子供を望んでいたがついにできなかったため、ゆう子や誠のことをわが子のようにとても大事に想っており、二人がそれぞれ結婚する際には相手を不足に思い、猛反対。ゆう子も誠も賛同を得るため、実の両親に対するよりも気を揉んだが、その甲斐あって士郎もたか子も気に入られた（43巻「サンドイッチ作戦」、56巻「機転の鯛料理」）。
また士郎とゆう子に初めての子供ができたことが分かった折、士郎が嬉しそうにしていないことに対し重一は、自分と両親の親子関係が山岡の場合と同様に父を憎みはじめたときにその気持ちを察した母の作った、一つは甘いだけだがもう一つには酒が入っている2種類の玉子焼きを用意し、これが夫と息子の違いだ、夫と妻は男と女の関係その関係は酒の隠し味のように当事者以外には理解できない要素がたくさんあるんだと教えてくれたんだ、と話した。それを聞き、士郎は生まれてくる子供と良い関係を築くと約束した（68巻「父と子」）。

## 東西新聞社
山岡士郎と栗田ゆう子が在籍する新聞社。全国紙であり、劇中でも多数の社員が登場する。

## 美食倶楽部
海原雄山が創立し主宰する会員制の料亭。銀座裏の一等地に広大な敷地を有する。雄山の育てた一流の料理人を使い、金に糸目をつけずに誂えたあらゆる料理を提供する。会員には各界の重鎮が名を連ね、会員というだけで大変名誉なものとされる。ただし会費は高額で、入会にも厳しい審査がある。世の多くの和食料理人にとって働きたい憧れの場所であり、会員同様、何人もの志望者がいる。
中川 得夫
演 - 竜雷太（映画）→上田耕一（テレビドラマ・金曜エンタテイメント版）
声 - 仲木隆司
「美食倶楽部」の調理場主任。初登場4巻「板前の条件」。50歳。「美食倶楽部」の設立初期から雄山に付き従っていて、最も信頼された公私にわたる付き人でもある。
人の良い性格のためか、外出先で傍若無人に振る舞う雄山の後ろで小さくなっていることが多く、士郎と雄山が争う中で板挟みになることも多い。外出時は大抵、縦縞の着物を着用する。
士郎とは幼少期から面識があり、彼が中学生になってからは厳しく料理の指導をした。士郎は「中川」と呼び捨て、中川は士郎を「若」「士郎さま」（アニメでは「坊ちゃん」とも）と呼んでいる。妻のチヨ共々、士郎と雄山の和解を最も望む人物の一人であり、様々な場面で間に立つことが多い。夫婦で質素な木造長屋に住んでおり、子供がいないため、士郎とその後輩の飛沢周一を実の息子のようにかわいがっている。104巻「食と環境問題」では、美食倶楽部の料理人から「中川支配人」と呼ばれていた。
和食に傾倒していて洋食には疎いようで、美食倶楽部の料理人・宇田が「美食倶楽部を退職してハンバーガー店を開きたい」と言い出した時は、ハンバーグに関する直接的なアドバイスができなかった（9巻「ハンバーガーの要素」）。
岡星 良三
演 - 元木行哉（テレビドラマ・金曜エンタテイメント版）、徳山秀典→川岡大次郎（テレビドラマ・土曜プレミアム版）
声 - 関俊彦（テレビアニメ）
「美食倶楽部」の椀方を務める料理人で、岡星精一の弟。初登場4巻「板前の条件」。料理の腕は立ち、50倍以上の倍率とされる難関を突破して美食倶楽部に採用された。
初期は未熟な面が目立ち、料理人でありながら煙草を吸うなどしてしばしば雄山の怒りを買い破門されるが、その度に山岡たちの手立てで復帰していた。回を重ねるごとに雄山の信頼も厚くなっていき、以前は料理の腕は兄に敵わないと言われていたが、現在では「若手では日本一と言っても良い料理人」（山岡談）に成長している。
本業の日本料理以外にも、イタリア料理や陶芸に興味を持つなど才能は多彩。特に陶芸に関しては雄山も唐山陶人も才能を認めている（48巻「団欒の食卓」）。また、雄山に代わって究極対至高の対決を任せられたことがあり（81巻「イタリア対決!!」）、その実力が認められ、対決終了時には雄山から直々に「至高のメニュー」の中心とすることが発表された。同時期に「究極のメニュー」を山岡から引き継いだ年少の飛沢には「気楽にやろうよ」と友好的な感情を持ち、良きライバル関係となっている。
美食倶楽部の一員で雄山の部下であるが、雄山の差し金で山岡との折衝や情報工作をする役回りでもあり、究極対至高の対決のテーマ決定などの際に重要な役目を担っている。

鈴子
声 - 川村万梨阿
「美食倶楽部」の仲居。初登場10巻第8話「潮風の贈り物」。苗字不明。
伊豆の旅館の一人娘で、勉強のために仲居として働いている。美食倶楽部の料理人である古崎と婚約する予定だったが、古崎が裏切って千葉の料亭の娘と結婚し、婚約は破談になってしまう。素直で真面目な性格さゆえに思いつめてしまい、失恋の苦しみから睡眠薬を飲んで自殺を図る。その後は一命を取り留めたものの、ショックから両親の呼びかけにも無反応で拒食症になっていたが、山岡の手助けを得た良三に救われ、「お互い一人前になったら店を持って一緒になろう」と、将来を誓い合う仲になった。
中川 チヨ
演 - 岡本麗（テレビドラマ・金曜エンタテイメント版）、大島蓉子（テレビドラマ・土曜プレミアム版）
声 - 近藤高子（テレビアニメ）
中川得夫の妻で、美食倶楽部の筆頭格の仲居。初登場21巻「二人の花嫁候補」。
雄山の妻で士郎の母であるとし子を非常に尊敬しており、美食倶楽部設立初期より彼女に従って仲居を務め続けている。士郎が産まれる前に子供を妊娠していたが流産してしまい、母乳の出ないとし子に代わって母乳を与えていた。病弱な彼女に半ば代わって士郎を育てた乳母で、士郎の家出後も亡きとし子の代理として彼のことを気に掛けており、何かと世話を焼いてきた。ゆう子を実の娘のように可愛がり、士郎たちの子供の陽士や遊美に至っては実の孫のように溺愛している。また得夫ともども、東西新聞の飛沢周一を実の息子のようにかわいがっている。とし子が遺した料理やその思いを士郎とゆう子に伝える役割も担っている。
子供がいないのを気にしていたようであり、そのことで得夫に愚痴を言うこともある。元来心臓が弱く、胆石で入院していた時期もあったが、退院後に日本酒の一升瓶をラッパ飲みしたり、走り回って豪快に笑ったりするなどすることもある。かつてともに働いていたおウメ・おタネとともに「海原一家の三美人」を自称している。
士郎が風邪をひいた際には胸騒ぎがして見舞いに行っている。さらにゆう子とまり子が見舞いに来た際には勝手に花嫁候補とまで呼び、ゆう子には不満がられた反面、まり子はチヨが士郎への影響力が強そうな人物とみなしてチャンスと考え、快諾していた。
おウメ
初登場41巻「おせち対決」。「海原一家の三美人」の一人。以前雄山の妻に仕えていた。現在はハワイのホテル王と結婚してハワイに移住している。太った体型。
日本語が多少カタカナ英語交じりになっている。山岡のことを非常に心配し、「コンドミニアムをまるごと買ってあげる」や、「ハワイから飛行機の定期券買おうかしら」などの発言が見られる。美食倶楽部の仲居も務めていたと思われ、第101巻「親の味・子の心」中、回想シーンにおける美食倶楽部一同集合写真にて、若いおチヨ・おウメ・おタネと思しき女性が写っている。
おタネ
初登場41巻「おせち対決」。「海原一家の三美人」の一人。おウメと同様、雄山の妻に仕えると同時に美食倶楽部の仲居も務めていたと思われ、上記写真に眼鏡姿で写っている。現在は九州で料理学校の校長をしている。
山岡が子供のころ勉強も教えていた。また雄山や雄山の妻に教わったことを全部書き留めて残してある。
進藤
「美食倶楽部」の副調理主任。初登場88巻「器対決」。
中川得夫と同様に、美食倶楽部の設立初期より働いており、中川と並ぶほどの腕をもつ料理人として雄山の信頼も厚かった。しかし人を疑うことを知らない性格であるため、出見崎社長の口車に乗って「美食極楽」の料理長として部下4人と共に引きぬかれてしまう。このため美食倶楽部は人手不足で一時危機に瀕することになった。しかし儲け主義の出見崎の経営方針に愛想をつかし、弟子5人を巻き込んだことを後悔、その後雄山に頭を下げ美食倶楽部に戻った。現在は以前のように調理主任の中川とともに美食倶楽部の調理場の維持に努めている。

## 山岡夫妻の友人

### 警察関係
中松警部
声 - 福留功男
山岡の友人。警視庁銀座中央警察署勤務の警察官、階級は警部、役職は不明だが私服勤務で刑事課相当の捜査業務に従事する描写がある。初登場は2巻「そばツユの深味」。下の名前は不明で、自宅では妻である歌子にすら「警部」と呼ばれている。
そば屋の屋台の件で山岡たちと知り合い、それ以降、家族ぐるみで付き合いが続いている。捜査情報を漏らしてしまうこともあった。
昔気質の型破りな性格で、人情に厚い好人物。交友関係は幅広く、場末の情報屋から警察のお偉方まで様々なパイプを持っている。細かい作業が苦手。強面の風貌で、性格と相まってよくヤクザと勘違いされることがある（小泉専務の息子を更生させる際、ヤクザの親分を装ったこともある）。
一方で、短気で思ったことをすぐ口にしてしまう性分で、大石警部に女児が誕生した際には「女の子で大失敗」と発言し、男の子でないことをからかう無神経な一面や、お汁粉の嫌いな大学の同窓生に無理矢理食べさせ笑いものにしようとする子供じみた面も多々あり、それらの悪癖から比較的トラブルを起こしやすい。
剣道および居合術の達人であり、師匠である針沢朝雲から「中松に斬られた者は痛みを感じないであろう」と評される。大学時代は大石とともに剣道部所属。
水森歌子と結婚。男の子を授かり、剣吉郎と命名。通称は「オニの中松」だが、歌子の前ではデレデレしている。
自称「麺喰い」で、好物はそば。特に新そばであれば50枚以上食べることができる（23巻「真夏のソバ」）。うなぎ、トコロテン、カレーライスも好む。
特にカレーライスは「日本風カレー」と「スパイスの秘密」の2話も登場する。
苦手なものはジャガイモ、ナス、梅干しだが、後にナスは克服。じゃがいもも調理法によっては食べることができる。
当初はアイスクリームも女子供が食べる物だと嫌っていたが、歌子にほれ込んでから態度が変わり、歌子のアイスは大好きになった。
妻の歌子が生まれて初めて女に惚れたとして事実上の初恋相手である。
「氷菓の恋」では山岡と栗田に相談する際に笑わないで聞いてくれと念を押して歌子とアイスに関する相談をしたが、（鬼の中松警部が）女に惚れたと2人に約束を破られ失笑されている。
中松 歌子
声 - 斉木かおり
中松警部の妻。初登場7巻「氷菓と恋」。「アイスクリームハウスうたこ」店主。旧姓「水森」。針沢朝雲の姪。
とても気が強い女性で、普段江戸っ子口調で威勢のいい中松警部も、歌子には頭が上がらない。ずっと会社勤めをしていたが、履物屋を経営していた父の死後、アイスクリームハウスに改装して営業。イタリアとフランスで半年アイスクリームの勉強をし、後は独学で開業した。アイスクリームは最高級の素材を使っていたものの、独学であるが故にアイスクリームの基本に気づく事が出来ず上手くいっていなかった。山岡たちによって改善した後は人気店となり、店舗も新築している。また店の喫茶部門を加野みさ子に任せている。朝雲の妻が亡くなったあと朝雲の身の回りの世話をするようになり、その縁で中松と知り合い結婚。大石警部・みさ子、快楽亭ブラック・テルエらと合同で披露宴を挙げた。現在1子剣吉郎の母。2人目を妊娠しているとの記述があったが、その後の経過は描かれていない。
大石警部
山岡の友人。警視庁新宿南警察署勤務の警察官、階級は警部。下の名前および役職は不明。初登場作品は22巻「カンテンと恋」。
中松警部の友人かつライバルで、彼とは剣道や子供自慢で競い合い、喧嘩に発展してしまうことが多い。歌子の店で働く加野みさ子と知り合い、その後結婚。娘のともえがいる。中松警部同様、みさ子には頭が上がらない。猫が大嫌いだったが、後に克服。味覚音痴で、バターとジャムを入れたじぶ煮や冷蔵庫の残り物をありったけぶち込む「貧乏丼」など、料理の腕の悪さは中松警部からは「殺人未遂」、果てはゆう子からも「犯罪的」呼ばわりされるほどだったが山岡夫妻の矯正で普通に料理が作れるようになった。また非常に手先が不器用で、中松警部曰く「駅の自動券売機に札を入れることもできない」。
大石 みさ子
大石警部の妻。初登場22巻「カンテンと恋」。旧姓「加野」。
かつてファッションデザイナーを目指して東京へ出たまま帰ってこない婚約者・井崎成夫を探しに上京してきたが、この元婚約者が既に結婚して子供までいたことを知り、素直に引き下がったものの田舎には戻れなくなった。歌子の店で喫茶部担当者として勤め始めたが、そこで大石警部と知り合い婚約。中松警部・歌子、快楽亭ブラック・テルエらと合同で披露宴を挙げた。今は一女ともえの母。性格は涙もろい。海辺育ちのため自分でテングサを採ったりしていた。
猫が好きで、独身時代から大家の許可を得てマンションで3匹も猫を飼っており、結婚してからも猫嫌いの大石と色々あったが現在も2匹飼っている。2人目を妊娠しているとの記述があったが、その後の経過は描かれていない。

### 快楽亭ブラック関係
快楽亭ブラック
声 - 青野武
落語家であり料理研究家のアメリカ人。初登場7巻「大豆とにがり」。本名はヘンリー・ジェームス・ブラック。
アメリカ・ロサンゼルスから豆腐料理の研究のため来日。ある豆腐料理屋の豆腐の件で山岡たちと落語家の快楽亭八笑に知り合う。その八笑に落語家として弟子入りし、その後真打ちとなる。漫才コンビ「テルコ・テルエ」のテルエと結婚し一子すず子をもうける。周囲や妻からは姓である「ブラックさん」と呼ばれており、両親と舅であるテルエの父親からはファーストネームの「ヘンリー」で呼ばれている。
一人称は拙（せつ）。料理の腕は一流。国際目玉焼き会議（IFEC）の会員。料理研究家としての著書「THE BOOK OF TOFU」の名義は「STAN BLACK」となっており、初登場時には一度だけ「スタン・ブラック」とペンネームを名乗ったことがある。趣味は囲碁で全米囲碁選手権3位の実績をもつが、その囲碁が原因となり一時落語を辞めさせられそうになったことがある（68巻「噺家の心意気」）。
落語家としての得意演目は「船徳」。他には「時そば」「ねぎまの殿様」「子別れ」なども披露している。研究熱心とされ、他の落語家からも一目置かれている。
テルエ
声 - 高山みなみ
快楽亭ブラックの妻。初登場12巻「豆腐の花」。旧姓「夢見」。
「テルコ・テルエ」として活躍している漫才師で、コンビを組むテルコとは「姉さん」「テルエ」と呼び合うくらい強い絆で結ばれている（アニメ版では姉妹の設定だった）。さえずりタマコ・タマヨ師匠の弟子でもある。辰巳芸者の血を引く江戸っ子であり、気が強い。朝は味噌汁しか飲まないと拘って憚らず、過労で倒れた際にはブラックが用意した味噌汁以外の汁物を素気無く拒絶するなど、傍若無人な態度が目立った。中松警部・水森歌子、大石警部・加野みさ子らと合同で披露宴を挙げ、その後娘のすず子を出産する。2人目を妊娠しているとの記述があったが、その後の経過はまだ描かれていない。
テルコ
声 - 吉田理保子
テルエの相方の漫才師。初登場12巻「豆腐の花」。旧姓「浜谷」。
「テルコ・テルエ」のテルコとして芸能活動を行っている。さえずりタマコ・タマヨ師匠の弟子。大原家のおせち騒動で、板前の中本恒一と知り合い意気投合、交際を始める。その後子供ができたのを機に結婚した（85巻「意地悪比べっこ料理」）。父の浜谷義三は政務大臣の後援会会長だった。
中本 恒一
テルコの夫。初登場62巻「縁起のいい鍋」。「大咲」の板前。
大原家のおせち料理を担当していた時に起こったおせち騒動で、短時間のうちに代わりのおせち料理や料理人を集めた。その騒動が縁でテルコと知り合い意気投合、交際を始める。その後子供ができたのを機に結婚。また、中松・大石・ブラックの合同結婚披露宴の料理を担当した。両親は借金の取り立てから逃れるため離婚していたが、山岡たちの努力によりまた一緒に暮らすようになった。

### 近城勇・まり子夫妻
近城 勇
演 - 羽場裕一（テレビドラマ・金曜エンタテイメント版）、木村彰吾（テレビドラマ・土曜プレミアム版）
声 - 難波圭一（テレビアニメ）
山岡の悪友。プロカメラマンで近城フォトスタジオ主宰。
東西グラフ「世界味めぐり」用写真の撮影依頼をきっかけに、士郎・ゆう子の両名と知り合う。当初はグルメブームに嫌悪感を抱き、食べ物を撮ることに否定的な立場だったが、ゆう子の説得を受けるうちに彼女自身に惹かれ「世界味めぐり」の仕事を引き受けた。
初期は挑戦精神をモットーとし、鼻っ柱が強くてストイックな人物だったが、徐々に柔和な人格に変わった。早くに父を亡くし、母と弟らと貧しい少年時代を送ってきたため、母親には特別の思いを持っている。千葉県銚子市出身の母親がよく出してくれたカジキが好物。また、柔道三段の腕前でもある。
前職場では上司である先生にカジキのことを理解されずに、「親にろくなものを食わされなかったんだ」とバカにされ激高、ケンカをしてクビになった。山岡と共に「寿司とも」で食事していた時に帝都新聞の面々と遭遇した際にも、帝都新聞側がカジキのことを卑下し前職の上司と同様のことを発言したことに怒る。が、山岡の仲介と作戦で後日帝都新聞側と再会、冬に千葉県銚子市までカジキの一本釣りに行って改めて食べさせたところ、帝都新聞側がカジキ(旬のマカジキ)を高評価し「マグロにも勝る」として無知であったこと、先日の無礼を認め近城に謝罪するという出来事があり、以降は『究極対至高』のライバルである山岡の実力に一目置き良き理解者となっている。なお、カジキは『カジキマグロ』とも呼ばれることがあるが「カジキ」と「マグロ」は魚の科すら違う、別の種類の魚である。
カジキの一件で亡母の愛の素晴らしさを理解し、食べ物は心であることを理解。撮影の視点も変わって良い写真が撮れるようになる。
士郎のことを「山岡の旦那」と呼び、現在では共に素人ラグビーチームで汗を流し、結婚披露宴を合同で行うなど気の置けない友人であるが、かつてはゆう子を巡る（一方的）ライバルでもあった。ゆう子との結婚の手助けを士郎に頼んだり、まり子と協力して惚れたゆう子へ積極的にアプローチを掛けるが、既に士郎に惹かれていた彼女にその想いが実ることは無く、最後は自分から身を引いた。その過程で惹かれ合っていたまり子と結婚。士郎とゆう子の結婚、自らとまり子の結婚に伴い四角関係が解消される。今では長女の幸子を授かり、二人目も生まれることが分かった。
写真に対する熱意や姿勢を評価され、写真嫌いの海原雄山が唯一人の専属カメラマンとして選んでいる。なお、勇本人は海原雄山に対しては、本人を前にしていなくとも「海原先生」と呼び尊敬語を用いるなど、一人の人間として尊敬の念を抱いているようである。
初登場は、21巻5話「挑戦精神」。
近城 まり子
演 - 宮崎彩子（テレビドラマ・金曜エンタテイメント版）、上原さくら（テレビドラマ・土曜プレミアム版）
声 - 島津冴子（テレビアニメ）
勇の妻。旧姓:二木。元東西新聞社出版局東西グラフ編集部記者。日本屈指の財閥である二都グループを束ねる二木家の令嬢で、祖父は二都銀行会長、父は二都銀行頭取の二木崇。初登場は、21巻第3話「新しい企画」。
パリ大学文学部卒で、パリで現地採用され東西新聞社に入社。ゆう子より1年入社が早い。ゆう子からは原作では「二木さん」、アニメでは「まり子さん」と、呼ばれている。
東西新聞社時代に士郎に惚れ、士郎に近づくため「世界味めぐり」の企画を発案。大胆なボディタッチやアプローチで士郎に迫ってはいつもゆう子を困惑させていた。至高のメニューとの対決の際にも士郎やゆう子と行動を共にしたことが多いが、至高側の情報を不正入手したり、士郎とゆう子を仲違いさせ、それが原因で至高のメニューに負けるなど足を引っ張ることもあった。全ては士郎への思慕故で、勇と協力して士郎との結婚を目指すが実現せず、その過程で次第に惹かれ始めていた勇と結婚。士郎・ゆう子組と合同で結婚披露宴を挙げる。その後妊娠を機に東西新聞を退社した。今では娘一人の母親であり、二人目も妊娠している。
何かにつけて積極的で強引なまでに事を進める性格で、自身のことを「世にも稀な美人で頭が良くて教養があって気立てがいい」と言ってのけるなど自信過剰な一面がある。また、団一郎を「成り上がり」と言って嘲笑したり（キャビアの食べ方で非難した折に成り上がりと評した）、勇のかつての女性関係を知って一時失踪したり、江戸一番への融資を断った銀高を首にするよう要求したり、味覚の経験の乏しい三沢るり子を罵倒したりと、かなり自尊心が強かった。ゆう子に対してもかなり冷たく接し、彼女が目の前で捻挫をしても、近城に任せて食事に行こうと引っ張り、士郎に拒絶されたこともある。子供が生まれて母親となってからは心境に変化があったようで、強引さや自意識過剰な面は見られなくなった。

### 団一郎関係
団 一郎
演 - 小田井涼平（テレビドラマ・土曜プレミアム版）
29巻「『究極』の弱点」で登場した、若くハンサムなIT関連企業の創業者。30歳。究極VS至高のメニューの対戦を掲載する雑誌「週刊タイム」を発行する「大研社」を買収して社長に就任、山岡や栗田ゆう子と深く関わることに。妹の名前は、偶然にも栗田と同じ「ゆう子」。テレビドラマ・土曜プレミアム版での名前は団一男。
実の両親と死に別れて妹ゆう子と施設に預けられ、その後別々の養親に引き取られるという不遇な少年時代を送ってきたが、大学在学中にコンピュータ事業に乗り出し、巨万の富を築く。
仕事に関する能力は非常に高く、三河との確執を東西新聞に打ち明けるなど公明正大であり、買収された大研社の人々にも支持を受けている。また、恵まれない子どもの施設に力を入れるなど篤志家としての一面も見せている。料理の腕は、子供の頃養父母を喜ばそうと必死に磨いた（このエピソードのモデルは北大路魯山人）ため、（材料は全く同じではないにしろ）究極・至高の両メニューを再現できるほどの力量がある。
栗田ゆう子に一目惚れし、士郎をライバル視。近城勇とも争奪戦を繰り広げるが実らず、士郎・栗田ゆう子夫婦と共に仕事で訪れたオーストラリアで出逢ったジュディ・クリスティと結婚。以後「議論が絶えない夫婦」となる。その後息子一郎太を儲けるが、現在も周囲の心配を余所に本人たちは議論を楽しんでいる。
登場当初は、自尊心が強く野心的な青年実業家として描かれていた。士郎に対しても栗田ゆう子をめぐって一方的にライバル視し正々堂々の勝負を申し出る（30巻「イカメシ」）も、鮭対決の際にミスをしたとみられた彼だけを究極のメニューから外し、ゆう子だけを新たな責任者として残せばいいと発言したが、ゆう子が「山岡が降りるなら自分も処分を受ける」と言い出したため、失敗。（30巻「鮭勝負!!」）他、士郎たちが「世界味めぐり」でオーストラリアに行くと知ると、雄山を巻き込んで究極VS至高のメニューの対戦に仕立て上げて自らも割り込むなど（33巻「魅惑の大陸」）、手段を選ばずに士郎を排除しようとする一面も見られたが、徐々にそうした面は弱まった。また士郎も当初は一郎への協力を断るなど（30巻「成り上がり」）折り合いが良くなかったが、士郎が妹の問題を解決するなど少しずつ関係を深めていく。また、その過程でゆう子の気持ちが士郎から離れないと悟った後は、一転して士郎と栗田ゆう子の仲を取りもつ方向に180°転換した。ゆう子に対しても、彼女に旅行を持ち掛け、はっきり返事もしないうちから勝手に日程を決めようとするなど、かなり強引に迫ったこともある。
現在は士郎のことを「旦那」と呼ぶなど公私共に親しい友人となった。士郎曰く、「いつも『究極』と『至高』の対決をけしかけている悪い人」。山岡士郎・栗田ゆう子と近城勇・まり子の合同結婚披露宴では司会を担当し、披露宴の最中にケンカをはじめた士郎とゆう子をたしなめたりした。
ゆう子
一郎の妹。初登場34巻「兄のトウモロコシ」。登場時に姓の記述が無く、立村との入籍の有無も描写されていないため、現在の姓は不明。
両親に早くに死なれて、兄弟共々施設に預けられた後、それぞれ別の家庭に養子として引き取られた。その後ゆう子の義理の父母が不仲になり、一時落ちるところまで落ちたが、一郎が活躍していることを知り一念発起し工場で働いていた。一郎がゆう子の居所を探し出して一緒に暮らしたいと伝えるも、当初一郎の名声に傷が付くことを恐れて会うことを拒否していたが、山岡たちの尽力と一郎の熱意により元通り一緒に暮らすこととなった。
その後和食料理人の立村と交際していたが、自分の過去を気にして結婚を諦めていた。しかし立村の過去にこだわらない態度に感動、結婚を約束する（43巻「過去との訣別」）。この件では同じく過去に縛られて一歩を踏み出せずにいた山岡が、栗田ゆう子にプロポーズをするきっかけともなった。
立村
ゆう子の婚約者。初登場43巻「過去との訣別」。和食料理店「千旗」の調理主任。男気が強くダジャレ好き。結婚をためらっていた彼女に山岡たちの協力も得てプロポーズ、婚約する。しかし独立するまでは結婚できないと言い、早く店をもつための団一郎からの金銭援助の申し出を受けることも潔しとしなかった。だが「千旗」の主人の説得で山岡たちのオーストラリア取材に同行したことをきっかけに、店を持ってゆう子と結婚する決心をする（59巻「対決再開！オーストラリア」）。
ジュディ・クリスティ
オーストラリア人で、旅行ガイド会社の社員。一郎の妻。初登場57巻「対決再開！オーストラリア」。それまでガイドをしていた伸江の代わりに山岡たち「究極のメニュー」側の案内をしたときに団と知り合った。日本には高校の交換留学生として四国に一年滞在した他、4年間仕事していたこともあるため、日本語は非常に堪能。古き良き日本の文化を愛するあまり、現在の日本と日本人は嫌っていた。かなり議論好きの女性で、一郎と事あるごとに互角に議論しているうちにお互い惹かれあい、妊娠を機についに結婚した。子供は息子の一郎太がいる。2人目を妊娠しているとの記述があったが、その後の経過はまだ描かれていない。結婚後も一郎と議論は絶えず、他人からは口論、夫婦喧嘩と解釈されることが多いが、両者の主観ではそのような意図は全くなく、仲の良い夫婦である。

### 料理店関係

#### 岡星
岡星 精一
演 - 益岡徹（テレビドラマ・金曜エンタテイメント版/土曜プレミアム版）
声 - 若本規夫（テレビアニメ）
銀座の和食料理屋「岡星」の主人。初登場1巻「平凡の非凡」。山岡とは、京極万太郎にご馳走する店として辰さんが山岡に「岡星」を紹介したのをきっかけに知り合った。山岡の料理面での最大の協力者であり、料理研究は「岡星」で行うことが多い。また「究極のメニュー」対決における調理を担当している。山岡たちの良き理解者でもあり、大原社主と衝突して退社しようとした山岡たちをたしなめたことがある（45巻「呪われた結婚!?」）。「究極のメニュー」作りへの協力を惜しまない一方、海原雄山を尊敬していて、弟の良三を「美食倶楽部」に修行に行かせている。
高校を中退して料理の道へ入り、主に関西で修業した。柔軟なセンスの持ち主で、伝統的な日本料理だけに留まらず中華料理や西洋料理なども参考にした創作料理も多く生み出しており、周囲から「天才・岡星」と呼ばれている。弟子として田山勇一と大里数夫を雇っている。
妻の冬美とは料亭「吉長」で修業中に知り合って結婚。その後独立し、2人で「岡星」を始める。しかし隣家からの延焼で一度店を失い、自分の運のせいと考えた冬美に一時期失踪されてしまった。だが、その後また一緒に暮らし始め、現在は冬美と一人娘の3人家族。
生真面目な性格で、料理の世界一筋に生きてきたためグルメブームなどの「流行感覚」「高級志向」な考えに苦悩する時があり（37巻「激突アボリジニー料理!!」）、その後「うつ病」になってしまった（96巻「究極の料理人…春編…」）。一時は休店まで追い詰められて自殺も考えたが、山岡の考案で西健一郎の「究極のメニュー…西音松・西健一郎の料理 春・夏・秋・冬…」を食べてからは閉店を一応思い止まり、完治はしていないものの店を再開し治療を続けている。
フグ調理師の免許を取得しており、フグ調理も行っている。(不思議なから揚げでは、フグの頭部のから揚げを山岡が用意したフグの調理に協力している)
岡星 冬美
演 - 森口瑤子（テレビドラマ・金曜エンタテイメント版）
声 - 麻上洋子（テレビアニメ）
精一の妻。初登場25巻「年越しうどん」。出身地は島根県。普段は店に出て働いており、出産を控えてもぎりぎりまで店に出続けようとしていたほどである（精一が拝み倒してようやく休ませた）。ホームレスの辰さんを親のように慕い、ねんねこ半纏を作ったり、ホームレス狩りにあって落ち込んでいた辰さんを励まそうと料理を作ったりと（66巻「出産のお祝い」）、家族ぐるみの付き合いをしている。
かつて東京の懐石料亭「吉長」で仲居をしていて、そこで精一と知り合う。精一との結婚前に2度の結婚歴があり、その2人がともに非業の死を遂げたことを気に病んでいたため、「岡星」が一度全焼したときに自分のせいだと思い込み姿を消した。その後職を転々とし、初登場時は湧泉駅近くのスキー場にある「温泉旅館湧泉閣」（ドラマ版では新潟県「貝掛温泉」）で働いていた。そこで良三と再会し、再び行方をくらまそうとしたが、山岡たちの機転と岡星の熱意に打たれ再び一緒に暮らし始めた。現在精一との間に娘が一人いる。
田山 勇一
「岡星」で修行している若者。初登場39巻「新種のスイカ」。極日商事の会長・田山邦蔵の長男。後継者として将来を約束されていたにもかかわらず、現代の料理界を憂い、後世に日本の料理文化を伝えるべく自ら後継権を捨て、料理人の道を歩み始めた。初めは父親の猛反対にあったが、大叔父の平川相談役の後押しもあり、極日商事の次期会長権を弟の完二に任せ、山岡の紹介で「岡星」に入門、日々精進を重ねている。高校時代は野球部に入部し万年補欠のままで終わったが、本人は「努力と根性を養えた良き思い出」と満足している。お調子者な所もあるが生来の熱心な努力家で、現在は塩だけで良三と同等の吸い物を作れるまでに腕を上げている。しかし熱心すぎるのがたまに裏目に出て、よその料理屋で料理を食べてはメモをとる姿を店員に見つかり、ひと騒動を起こしたこともある（85巻「盗作料理!?」）。

#### 行き付けの料理店関係
ジェフ・ラーソン
声 - 中尾隆聖
東京都中央区に実在する割烹「鯛ふじ」の料理人。26歳。初登場2巻「包丁の基本」。アメリカ・ロサンゼルス出身のアメリカ人。
日本料理に魅せられてアメリカのレストランで修行を重ね、さらに日本料理を極めようと東西新聞社ロサンゼルス支局を通じて来日。山岡の紹介で「鯛ふじ」の主人 大不二清兵衛の包丁さばきの腕前と料理人気質に惚れ込んで入門。日本語はかなり堪能で、「鯛ふじ」を暖簾分けしてもらってアメリカに支店を出すことを目標に修行に励んでいる。熱心な努力家で、鯛ふじの入門試験で大根のかつら剥きを寝る間も惜しんで修行して1週間、見事途中で切らずに3mまで剥けるようになり、柳刃包丁で氷を切るという技術まで習得した。かつては捕鯨禁止論者だったが、欧米の捕鯨禁止活動の傲慢な実態を知ってからは熱烈な鯨料理の愛好者に変身した（13巻「激闘鯨合戦」）。
当初は快楽亭ブラックと同じくらいの頻度で登場していた。16巻「鯛勝負!!」を最後にしばらく登場しなかったが、47巻「結婚披露宴」で姿を見せていた。
王 士秀
声 - 二又一成
中華料理店「大王飯店」の店主。初登場4巻「直火の威力」。28歳。アニメ版では「王小竜」。
元々周懐徳のお抱えのコックだったが、周大人の娘の周香玉と愛し合うようになり駆け落ち、子供も一人産まれ、蒲田のガード下に小さな中華料理店「大王飯店」を出し夫婦共に働いていた。初登場時は使用人根性のせいで気の弱い性格で駆け落ち結婚後も、主人の周大人を「旦那様」、周大人の妻で香玉の母の宗芳蘭を「奥様」と呼んでおり、本来は料理の腕は良いのだが小心と緊張から精彩を欠き、中華料理に大切な火を上手く扱え切れていなかった。
周大人と「広東同郷協会」から融資を受ける試験で炒飯作りに失敗して落第してしまうが、山岡に「小心な状態でまともな料理ができるわけがない」と指摘され、臆病な自分の性格を変え、堂々とするようになった。これにより、火の扱いを克服し、再度の試験では炒飯作りに成功。周大人と「広東同郷協会」から合計一億五千万円の融資を受け、それを元手に移転新築した「大王飯店」を繁盛させている。中華料理の話にたびたび登場。
気弱な時は、妻の香玉（メイメイ）のことを「お嬢様」と呼ぶ使用人根性の持ち主だったが、克服して「お前」に変わり、周大人のことを「お義父さん」と呼び、周大人からも「孫の顔を見せてくれ」と笑顔で対話するなど完全に和解した。
「食べない理由」では、山岡に無理を頼まれて妻の香玉や義両親である周大人夫婦ら親族の協力のもとに「大王飯店」で稲森社長らに佛跳牆を初めて作り、山岡が仕掛けた稲森社長に食べさせる会（稲食会）で出し、見事に稲森社長をKOして食べさせることに成功した。
周 香玉
声 - 玉川砂記子
王士秀の妻で、懐徳と芳蘭の一人娘。初登場4巻「直火の威力」。22歳。アニメ版では「周梅美」。
家のお抱えコックの士秀と恋仲になったのを両親に知られ、二度と付き合ってはならぬと言われたその日の夜に何もかも捨てて駆け落ちした。その後子供も一人産まれ、蒲田のガード下の店で王と夫婦共に働いていた。後に両親と和解、「広東同郷協会」から融資を受けた資金で移転新築した「大王飯店」で王と共に働いている。夫の本来あるべき姿というものを理解しており、士秀が「お嬢様」呼ばわりするたびに態度を諫め、一家の主としての自覚に目覚めた士秀から「お前」と呼ばれても全然気にしなかった。
北尾 夏子
声 - 佐々木るん
女性寿司職人で、築地「寿司とも」の店主。初登場4巻「女の華」。旧姓は不明。
父の死後跡を継いで自ら寿司を握っており、職人としての腕は良い。女というだけで差別されることを嫌い、最初は男に負けまいとして男勝りに荒々しく振る舞っていたが、山岡たちと同時に来店した女形歌舞伎役者・吉川清右衛門の一言で自らの立ち振る舞いや考え方に疑問を抱くようになり、その後山岡たちの示唆によって女性らしさと繊細さを生かした寿司職人へと生まれ変わり、清右衛門はその手さばきを名人の舞いに例えた。山岡は魚や寿司のことで知恵を借りている。後に幼馴染の北尾照一と結婚し、子供もいる模様（73巻「寿司と煙草」）。
北尾 照一
声 - 広森信吾→関根信昭
北尾夏子の夫で、東京都築地中央卸売市場職員。初登場4巻「女の華」。28歳。
夏子とは幼馴染で、よく山岡たちと一緒にフランス料理を食べに行く。また魚のことで山岡たちから相談を受けたりしている。

## 山岡夫妻の理解者・支援者
唐山 陶人
演 - 田村高廣(うち内田朝雄、久米明に交代した回あり)（テレビドラマ・金曜エンタテイメント版）、麿赤兒（テレビドラマ・土曜プレミアム版）
声 - 富田耕生（テレビアニメ）
人間国宝の陶芸家。雄山の陶芸の師匠で、北大路魯山人の弟子。海原雄山も頭が上がらない唯一の人物。初登場3巻「和菓子の創意」。5巻「もてなしの心」で喜寿を迎えている。「究極のメニューVS至高のメニュー」の審査員の一人。士郎を実の孫のように可愛がり、士郎が雄山と対立し始めた高校生の頃から、士郎はほとんど彼の家で過ごすようになった。士郎と雄山の反目ぶりに心を痛めており、なんとか仲直りをさせようとしばしば間に入っていた。一度言い出したら聞かない頑固な性格で、人に頭を下げられない。おだてに乗りやすく、雄山にも丸め込まれてしまう（17巻「エイと鮫」）。警察の上層部に顔が利くらしく、スピード違反などの罪に問われたサンダーボルツの面々を釈放させたこともある（5巻「鮮度とスピード」）。最初の妻に死なれた後、孫の年ほど離れた鈴村領子と知り合い結婚。領子からは「陶人くん」と呼ばれている。領子によると女性にはかなりモテるらしいが、作中では再婚後ということもあってか、具体的な描写はない。唐山陶人一門は弟子が3,000人もおり、何人かは作中にも登場したが、気に入った弟子は海原雄山を除いて誰もいないとのこと。
アニメ版では苗字の読みが「とうやま」だったが、ドラマ版では「からやま」だった。
究極のメニュー対至高のメニューでは審査員の幹事を務めている。
前述のように北大路魯山人の弟子だが、88集「器対決」で魯山人について語るシーンでは、弟子という立場で言及することはなかった。
第111巻「福島の真実」の海原夫妻出会いの場の回想シーンにて、現在より若い壮年期の姿が描かれている。
唐山 領子
声 - 藤田淑子
唐山陶人の後妻。初登場5巻「もてなしの心」。旧姓鈴村。美術雑誌の記者として取材に訪れた際に陶人と知り合い、本人曰く「激しい女の戦い」を経て結婚した。陶人を「陶人くん」と呼び、人前でも構わずべたべたしている。
ウィンナー入り味噌汁など奇抜な料理を作ったり、鯖寿司を作って陶人に食べさせた結果食あたりを起こして緊急入院させるなど、食に関しては斬新な一面もある反面、トラブルメーカーでもある。遠縁にあたる美術商の男が贋作の売買に手を染めたため、一時陶人と雄山の仲が壊れかけたことがあった（48巻「団欒の食卓」）。
京極 万太郎
演 - 伊東四朗（テレビドラマ・金曜エンタテイメント版/土曜プレミアム版）→北村総一朗（テレビドラマ・土曜プレミアム版）、財津一郎（映画）
声 - 渡部猛（テレビアニメ）
京都の商人で大富豪。初登場1巻「平凡の非凡」。1919年（大正8年）7月17日生まれ（ドラマ版では1924年〈大正13年〉4月1日）。味覚のみで米の品種や産地を当てるほどの食通で「美食倶楽部」会員であり、「究極のメニューVS至高のメニュー」の審査員の一人。東京にも大邸宅を持っている。山岡に「岡星」で故郷高知県の材料を使った料理を振る舞われたのをきっかけに山岡たちと親しくなり、年の離れた友人ともいうべき関係となっている。先立った妻との間に二人の娘むつ子とひな子がいる。
海原雄山と親子喧嘩して家出した山岡の正体を、劇中でいち早く見抜いた人物である。その上で雄山に士郎が東西新聞で働いていることを知らせており、雄山が東西新聞社を訪れたことで社員全員が士郎の正体を知ることになった。ただし士郎の幼少期の顔しか知らず、大人になった現在の顔と雄山の妻であるとし子の旧姓（山岡）を知らなかったせいで、すぐには士郎の正体を見抜けずにいた。
高知県の中村から四万十川沿いの上流に七里ほどのぼった「三つ又村」にある貧乏な家の出身。幼少期から米問屋に丁稚奉公し、戦前の米相場での儲けを元に現在の地位を築いた（17巻「海のマツタケご飯」）。しかし故郷には長年帰っていなかったため、海原雄山が出した四万十川の鮎で子供時代を思い出し、感涙していた（8巻「鮎のふるさと」）。87巻の「日本全県味巡り 高知編」では山岡たちを案内した。
人情家であり、金を貸していた相手が借金を苦に夜逃げしたにもかかわらず、京極が肩代わりをして戻って来るよう説得したり（27巻「日本料理の理」）、気に入った人間には無担保無利息無期限で資金を出したりと、心から信用出来る人間には損得なしの付き合いを申し出るほどである。また美術品の収集家でもあり、ルノワールなどの名作を所有している。東南アジア諸国との晩餐を美食倶楽部で開催するよう総理に斡旋したり、金上の美術品詐欺の際に裏の世界を通じて情報を集め東西新聞へ協力する（51巻「疑わしい日」）など、フィクサーとしての一面も持つ。
日本画家の清谷吟香とは幼馴染にして大親友であり、芸術のみならず料理でも張り合う仲。京極は吟香を丹波の山林に招待してマツタケご飯を振舞うが、海にもこれに劣らぬ物があると反発し、初夏に「海のマツタケご飯」を食わせると宣言。しかしその矢先に脳出血を発症し、記憶喪失に陥ってしまう。
「海のマツタケ」の正体を暴くべく、山岡は吟香と親交があるという葉山の漁師のもとを訪れ、そこで正体がトコブシである事を知る。その後、吟香は海のマツタケご飯を食べたことで記憶を取り戻し、京極に勝利宣言をした。
辰さん
演 - 田中邦衛（映画）、蛭子能収（テレビドラマ・金曜エンタテイメント版）
声 - 野本礼三
銀座界隈に住む浮浪者（ホームレス）。初登場1巻「平凡の非凡」。「辰さん」は通称で、本名は花見小路辰之丈（66巻「出産のお祝い」）。温和で気さくな人物だが、人間関係のこじれからホームレスになった漂泊者タイプ。残り物の引き受けを通して銀座界隈の飲食業界には詳しい。山岡とは以前から知り合いで、山岡に「岡星」を紹介した。街の清掃活動をするなど近隣には迷惑をかけないようにしており、一般人が知り得ないような店の裏側の事情も知っていて、住民や警察からも好意的な扱いを受けている。行きつけの飲食店もあり、親しい人にお祝いの品を贈ったり、冬には避寒のため飛行機で沖縄に出かけるなど、一般的なホームレスのように極端に困窮した生活を送っているわけでもない。一度ホームレス狩りに遭って入院し、自分の存在を否定するほど落ち込んだこともあったが、山岡や岡星らの料理を通じての励ましにより回復（66巻「出産のお祝い」）。山岡は「人生は遊びよ」という辰の持論に影響され、娘に「遊美」と命名した。
「接待の妙」では、東西新聞が大手石油会社の社長にしてドケチと評判の成沢平吉にアフリカ飢餓救済資金への寄付を依頼するが、料亭で豪勢な接待をしたことが無駄金と揶揄され怒らせてしまい、寄付も断られてしまう。後日、山岡がお詫びの意味も込めて、辰さんの案内により「デパ地下の無料試食コーナーをハシゴするだけ」のオードブルを饗応。成沢は機嫌を直して大喜びし、巨額の寄付をした。
板山 秀司
声 - 辻村真人
日本有数の流通企業である「栄商流通グループ」総帥。初登場1巻「野菜の鮮度」。60歳。グループの総力を挙げて開店した銀座の百貨店「ニュー・ギンザ・デパート」の社長を兼任し、傘下には多くの関連企業がある。裸一貫で現在の地位を築き上げた自負から、登場当初はデパートの野菜の品揃えなどを批判した山岡に対して、東西新聞社からの広告全面引き揚げという圧力をかけたが、野菜の本当の鮮度を山岡に教えられてからは彼らと親しい間柄になる。山岡たちの知恵を借りたり、勝負の場所提供などに協力したりと相互扶助の関係になったが、山岡にはいつもからかわれたり皮肉られている。栃木県佐野市の貧しい家の出で、小学4年生の頃から大人に混ざって働いており（25巻「画伯とブリ」）、現在でも教養が無いことにコンプレックスを持っている（7巻「茶人といちご」）。しかし、エジプト政府から展示品として世界三大秘宝の一つ「ツタンカーメンの黄金のマスク」像を出展してもらえるまでに出世している（12巻「黄金の意味」）。
板山の妻
初登場31巻「死出の料理」。姓名不詳。貧乏な頃から板山を支えてきた。北関東弁もしくは東北弁のような訛りがきついが、初登場時は江戸っ子のような話し方であった。豪快であり秀司は頭が上がらないが、「とうちゃん」「かあちゃん」と呼び合っていつものろけている。西洋骨董商の深川かや子からマイセンのティーポットを譲り受けてからは紅茶の研究にのめり込んでおり、その努力で培った才能は山岡を感心させるほどに成長している。
おマチ婆っちゃん
声 - 遠藤晴
初登場1巻「舌の記憶」。山岡にとっては祖母のような存在で、かつて海原家で働いていたため山岡についてよく知っている。夫は仙台の出だったが先立たれ、現在は農村で自給自足の暮らしをしている。有機農法の野菜や自然養鶏の鶏肉を持参してたびたび山岡たちの元を訪れるが、驚かせたい一心でアポなしで訪れるため、山岡たちを困らせている。栗田たま代の症状を回復させるきっかけとなった鶏肉は彼女が育てたもの。この後も度々彼女が手がけた作物が山岡の料理の食材となり、彼と絡む人々の問題解決の道具となる。現在は孫のように年の離れた三谷典子の甥・兼田了介と一緒に野菜などを作っている（90巻「大地に立つ」）。
大不二 清兵衛
声 - 岸野一彦
東京日本橋箱崎町に実在した割烹「鯛ふじ」の店主。初登場2巻「包丁の基本」。75歳。以前から山岡とは知り合いで、和食対決の際山岡は清兵衛の知恵を借りることがある。山岡の紹介で、日本料理店の花板との刺身の切り身勝負に挑むジェフに包丁さばきの技術を伝授。その後ジェフを弟子に迎え入れ、「鯛ふじ」で修業させている。なお、モデルとなった人物は既に故人で、実際の「鯛ふじ」も2017年をもって閉業している。
周 懐徳
演 - 仲谷昇（テレビドラマ・金曜エンタテイメント版）
声 - 小林修（テレビアニメ）
祖父の代から続く華僑の貿易商で大富豪。初登場2巻「手間の価値」。横浜華僑協会会長兼「広東同郷協会」会長。横浜中華街の指導者的人物であり、畏敬の念をもって「周大人（しゅうたいじん）」と呼ばれている。優れた料理人でもあり、山岡たちとは中華街にある有名料理店「宝華飯店」の料理長と山岡が出された東坡肉で揉めていたのをきっかけに知り合い、親しい間柄となった。
宝華飯店の店主の堕落や、中華料理が化学調味料の使い過ぎ(「食べない理由」、稲盛社長が食事会で食通ぶって面倒な存在になっていたが、実は中華料理研究中にチャイナレストランシンドロームという化学調味料使い過ぎで胸やけを起こして中華料理を食わず嫌いになっていたので、山岡が中華料理を食べさせる計画)で中華料理数千年の歴史をわずか近年50年の化学調味料で破壊してしまったことなどを憂いていて、日本の中華料理の是正(化学調味料を使わず素材の旨味を引き出すなど)を試みている。
妻は宗芳蘭、一人娘の香玉がいる。香玉とお抱えコックの王士秀の交際に猛反対するも、山岡たちの仲立ちもあって結婚を許可（4巻「直火の威力」）し、王に独立のための開店資金として3,000万円を融資している。大女優・北原幸代の熱烈なファンであり、妻の芳蘭にファンだということを内緒にして自宅で幸代の接待をしたこともある（第10巻「乾物の滋味」参照）。
周富徳がモデルという説があったが（作者も出演した「美味しんぼ」アニメ化時の特番でも、富徳がモデルというナレーションが入っており、また富徳のメディア露出が少なかった時代の横浜中華街を取り上げたテレビ番組でも富徳を懐徳のモデルとして原作の画像付きで紹介したことがある。）、作者は否定している。タレントとしての活動が主となった富徳が週刊誌で料理歴などについてバッシングを受けていた頃には、周懐徳が親しいフランス料理人を叱るという設定で、タレント化した料理人を批判したことがあった（49巻「タケノコ山作戦」）。
「飲茶」では美食倶楽部で食事がしたいという中国・陳副主席の要求で、大原社主の後輩である星村外相から話を持ち掛けられた山岡の相談に乗る。かつて陳が横浜の隣近所に住んでおり、幼馴染であったという周は美食倶楽部を訪れ、自身が主催する在日華僑の食事会に、知り合いで美食倶楽部会員である馬場社長に頼んで美食倶楽部に行き、雄山を誘い出す事に成功する。山岡は周大人に依頼しただけで何もせず終始見守っていただけだった。
陳副主席のことを「陳ところのはなたれ坊主(小僧)」とまで呼べる存在で、在日華僑による陳副主席歓迎会の幹事も務めた。食事会の場で、陳自身が料理人として腕を振るっていた事実を明かし、中国高官は面子を重んじて料理などしないところを、型破りな陳は趣味にしていると説明した。
「青竹の香り」では山岡の依頼で自ら「鱸(スズキ)の青竹焼き」を調理して山岡にとっても究極のメニューの1品となり、所有する竹林を開発して破壊しようとしていた尾藤社長を説得し阻止させて竹林を守り抜いた。
宗 芳蘭
声 - 坪井章子
周懐徳の妻。初登場2巻「手間の価値」。娘の香玉がお抱えコックの士秀と交際したため、懐徳と共に猛反対。そのために2人が駆け落ちしてしまい、反対したことを後悔する。その後夫に内緒で山岡たちに相談して2人を探し当て、山岡たちに協力を依頼して懐徳との和解に成功する。
曲垣
声 - 吉田理保子
高校教諭で、ゆう子の高校時代の恩師。初登場2巻「中華そばの命」。趣味は競馬。福島競馬でパーフェクト予想を達成するなど的中率は驚異的で、新築の家を建てたりするほどの実力者（本来は「福島競馬は相性が悪い」とのこと）。教え子たちは卒業後も曲垣を慕い、相談事を打ち明ける。
角丸 豊介
声 - 島香裕
民自党幹事長、後に副総理。初登場3巻「昼メシの効果」。雄山が美食倶楽部に招く数少ない政治家の一人。党総裁選びを左右するほどの実力者で、民自党総裁選びの渦中に郷土料理をご馳走された折の山岡の態度に感服、特ダネをリークした。また捕鯨や米輸入自由化問題については国内と海外の板挟みに遭うが、山岡たちをアメリカとの交渉の場に同席させるなど、共に解決策を模索する（13巻「激闘鯨合戦」、36巻「日米コメ戦争」）。士郎とゆう子の披露宴にも出席した。学生時代は柔道に熱を入れていた（16巻「飯の友」）。政界入りする前は大蔵省に勤務していた。
尾沢 平助
山岡夫妻のアパートの大家。初登場46巻「究極の新居」。東京都中央区月島周辺に多くの不動産を持っている。
典型的な江戸っ子気質の頑固者で、山岡からは事ある毎に「因業大家」と揶揄されては「家賃◯倍」と反論するという子供じみた喧嘩を繰り広げているが、根は優しく、山岡とゆう子の良き相談相手の一人となっている。
新居探しに訪れた山岡たちに当初は不遜な態度を取った事で対立するが、幼馴染の春野はるとの仲を山岡たちが微妙に進展させたことから、自分のアパートの一室を彼らの新居として格安で提供した。
前妻は亡くなり子供はいなかったが、後にはると再婚。義理の娘・季子の結婚問題に際して韓国人に対する偏見を露わにするが、山岡達の説得や、同じく韓国人に偏見を抱いていた金上の暴言を目の当たりにした事でその過ちに気付き、季子たちの結婚を認める（55巻「韓国と日本」）。
尾沢 はる
尾沢平助の妻。初登場46巻「究極の新居」。旧姓「春野」。結婚した士郎とゆう子が住む月島のアパートの1階で、小料理屋「はる」を営んでいる。以前別の男性と結婚して大阪に渡り娘の季子を授かるも、夫と死別して故郷の月島に帰り、小料理店を開業。和食を中心に、ジャンルに囚われない惣菜料理を作る。この点が東西テレビのプロデューサーの目に止まり、料理番組「はるさんの台所」に出演することとなる。後に平助と再婚した。士郎とゆう子の良き相談相手の一人。岡星同様うつ病になってしまったが、「究極のメニュー西音松・西健一郎の料理 夏編」を食べたことにより完治した。

## その他の人々

### 中松警部・大石警部の関係者
針沢 朝雲
声 - 石森達幸
古道居合術朝雲流第7代。初登場7巻「氷菓と恋」。70歳。中松警部の師匠であり歌子の叔父（歌子の父の弟）。妻が亡くなった後、歌子が身の回りの世話をしている。武芸家で剣客としての自負を持ち、稽古が厳しいため弟子が減り社会的に孤立していた。しかし山岡たちからきま子を引き合わされたことにより、環境が一変。きま子を弟子にし、それをきっかけに若い人たちとの交流が生まれ、新たな生きがいを見つけた。

きま子
金花女子大の家政学の教授。初登場64巻「武芸の道」。苗字不詳。なぎなたと料理の名人でもある。大柱永一の従妹であり女武芸者を自認していたが、針沢朝雲との立ち合いにより一転。朝雲の下で武芸を極めたいとして弟子入り。朝雲と共に女子学生に指導したり、道場で子供たちに武芸を教える傍ら、中川チヨの協力を得て武芸食を作ったりしている。
大石 勝代
大石警部の姉。初登場64巻「競馬で勝負!!」。賭け事専門のイーブン・オット出版社の編集長。周りを圧倒するほどの迫力があり、大石警部は全く頭が上がらない。東西新聞社の藤村とは、競馬予想勝負を通じて恋仲になる。

### 演芸界関係
快楽亭八笑
声 - 丸山詠二
落語界の大御所噺家。初登場7巻「大豆とにがり」。50歳。快楽亭ブラックと二代目福々亭末吉の師匠。親しくしていた荒川精作を通じて山岡たちと知り合う。大噺家「三遊亭円生」と「桂文楽」を尊敬している。得意な話に「黄金餅」があり、「日本広しといえど江戸の名所の全てをスラスラと言える噺家は快楽亭八笑以外にはいない」と言わしめるほどである。ただし一度しくじって引退を決意したこともあったが、山岡の機転で引退は取り止めた（39巻「温泉湯豆腐」）。啓子（声 - 鶴ひろみ）という娘がおり、二代目福々亭末吉と婚約した。さえずりタマコ・タマヨとの間でご飯の炊き方を巡り、子供じみた争いをしたことがある（64巻「ご飯の炊き方大論争!!」）。
二代目福々亭末吉
声 - 林家こぶ平
落語家で、故初代福々亭末吉の息子。初登場9巻「再会の丼」。父親の良きライバルだった快楽亭八笑の弟子であり、ブラックの兄弟子にあたる。旧名を快楽亭吉笑といい、初登場時なぜか山岡と面識があった。子供のころから甘やかされて育ったため一時有頂天になって八笑の下を飛び出してしまった。しかし山岡たちの尽力で八笑のところに戻ることができ、八笑の一人娘啓子とも晴れて婚約、二代目福々亭末吉を襲名した。以後八笑一門の総領弟子的位置で登場するようになるが、末吉以前に入門した兄弟子の有無は描写されていない。
ロジャー、ケイト夫妻
声 - 加藤正之、峰あつ子
快楽亭ブラックの両親。初登場12巻「豆腐の花」。正確な氏名は不明。アメリカ・カリフォルニア州に住んでいて、息子を訪ねてたびたび来日するためか日本語も堪能になった。夫婦で漫才師になろうとするほど陽気である。ブラック家ではケイトが主導権を握っていて、ロジャー、ヘンリー（快楽亭ブラック）共にケイトの言いなりである。ロジャーはアメリカ人が嫌いという理由でブラックとの結婚に反対していたテルエの父親に対し、日本軍に処刑された兄ジャックの話をして互いの国の人々の融和の大切さを説き、結婚を認めてもらった（52巻「愚かさの味」）。また、快楽亭八笑とさえずりタマコ・タマヨがご飯の炊き方を巡って、息子夫婦を離婚の危機に陥れた際には自分たちが息子に食べさせていたご飯を双方に出し、「これじゃないご飯を炊いたら、親子の縁を切る」「母の味を守れないなんて、子供じゃない」と息子に言ったことを明かし、八笑やタマコ、タマヨを仰天させている（64巻「ご飯の炊き方大論争!!」）。
テルエの父親（快楽亭ブラックの義父）
初登場52巻「愚かさの味」。名前は不明。和菓子屋「夢見屋」を夫婦で営んでいる。東京大空襲で家族を失った体験からアメリカ嫌いのため、最初はテルエとブラックとの結婚に反対したが、ブラックの両親との対話をきっかけに二人の結婚を許すこととした。その後はブラックを「ヘンリー」と呼んで実の息子のようにかわいがるようになった。囲碁が趣味で、ブラックも囲碁が趣味である事を知ってからは、近所の囲碁仲間を呼んで同好会を開いたり、団子作りに興味を持ったブラックの為に団子作りを教えるなど、跡取りが出来たように喜んでいたが、それが原因でブラックが八笑から破門されそうになってしまい、責任を感じ、八笑を説得する為の団子作りに協力した（68巻「噺家の心意気」）。

さえずりタマコ・タマヨ
ベテラン漫才コンビ。初登場61巻「盲点の食材」。「テルコ・テルエ」の師匠で、毒舌を振りまいては周りを翻弄する。快楽亭八笑との間でご飯の炊き方を巡り、ブラックとテルエを巻き込んだ争いになったが、山岡たちや快楽亭ブラックの両親のおかげで和解した（64巻「ご飯の炊き方大論争!!」）。

### 角界関係
若吉葉
声 - 大塚芳忠
大相撲の名横綱。初登場10巻「横綱の好物」。相撲部屋「島高部屋」（アニメでは「高山部屋」※アニメ「おせちと花嫁」の回で、相撲部屋の外観が描かれているが、そこでは島高部屋とある）所属。
不知火型の土俵入りをする。大原社主と海原雄山が後援会会員。山岡たちが大原社主に連れられて島高部屋を訪れたことにより知り合った。得意手はぶちかましてからの怒涛の寄り身で、幾度も優勝も果たしている。面倒見のいい性格で、弟弟子たちからの信頼も厚い。
すみ子とは相思相愛の関係だったが、島高親方が縁談を持ってくるため、なかなかすみ子との関係を口に出せずにいた。しかし山岡たちの助力とおかみさんの後押しにより晴れて夫婦となる（10巻「おせちと花嫁」）。現在は墨田区両国に住んでおり、子供も男の子が一人いる。
すみ子
声 - 潘恵子
若吉葉夫人。初登場10巻「おせちと花嫁」。
亡くなった島高部屋付きの呼び出しの娘で、島高部屋のおかみさんの手伝いをしていた。おせち料理で横綱の結婚相手を決めるとき、山岡と精一の指導により黒豆など地味ながらも飾らないおせちを作り、横綱の心をつかむ。島高親方は憤然とするが、すみ子の良さと気持ちを分かっていたおかみさんが後ろ盾になって親方をやり込めてくれたおかげで、見事結婚相手として認められた。子供は男の子がいる。なお、「若吉葉二世として力士になるかどうかは本人次第」とすみ子は言っている。
島高親方（声 - 田中康郎→飯塚昭三）、島高部屋のおかみさん（声 - 近藤高子）
初登場10巻「横綱の好物」。
若吉葉が所属する島高部屋を開いている。
親方は気風はいいが、若吉葉の嫁選びの時に家柄の良い娘たちを連れてきて呼び出しの娘の「すみ子」を軽視したり、力士の体作りの食事はちゃんこ料理しか認めないと言ってピザを「西洋お好み焼き」と否定したりと、見栄っ張りかつ独り善がりな一面もある。だが、唯一おかみさんだけには頭が上がらない様子で、若吉葉からすみ子との関係を明かされた際には自ら取り決めていた約束を忘れて「俺の面子を潰す気か」と憤慨した親方を、おかみさんが「最高位関脇止まりだったお前さんが横綱の若吉葉に何威張ってんだい！」と殺し文句を投げかける形で言いくるめてくれたおかげで無事に若吉葉とすみ子の結婚が認められた。この「最高位関脇止まり」はその後の話でも親方をからかう際に使われている。
鏡洋
声 - 子安武人
島高部屋の幕内力士。初登場27巻「ピザの横綱」。若吉葉の弟弟子。四股名は「かがみなだ」と読む。
三谷直吉（典子の夫）の友人が経営するピザレストランに毎日通った。その目的はピザを食べて体重を増やすことと、経営者の妹の飯村とし子（声 - 原えりこ[エンディングのテロップでは"原としこ"]）に会うことだった。上背はあるが体重が軽いのが悩みで本人もそのことを気にしている。島高親方の「（体重を増やすには）ピザよりちゃんこ（鍋）を食え」という方針のため親方には内緒でピザを食べている。しかし、部屋の力士の息抜きという名目で親方と横綱たちをそのピザレストランに連れて行き（士郎とゆう子三谷夫妻も同席）、ピザを食べた親方も味に満足し、かつ山岡からピザの栄養についても聞かされた事で「ピザも馬鹿にできん」と好意的になったところで、「ピザの横綱」と呼ばれる巨大な『シカゴ・ピザ』が提供された事で体重増加のため(シカゴ)ピザを食べることを認めさせた上、とし子を親方に紹介して交際のお墨付きを得た。
その後67巻の「ポン酢の秘密!?」でも登場している。

### 帝都新聞社
強引な勧誘によって東西新聞を抜き、部数日本一になった新聞社。
嶺山 知一
声 - 銀河万丈
帝都新聞社社長。初登場15巻「究極vs至高」。60歳。日本新聞協会会長。出身地は鹿児島県。東西新聞社社主の大原大蔵とは公私共々、何かに付けてライバル関係。
大原社主とは異なり、身内を自社やグループ会社に採用しない方針を採っているなど公明正大な一面もあるが東西新聞（特に大原社主）絡みとなると我を忘れて暴走することも多い。
明記というしっかりした性格の一人息子がいるが、帝都新聞とは無関係の番組制作会社に勤めている。明記は元帝都新聞社社員の畑井佐津子と愛し合って子供を授かるも、知一に反対されたため一時畑井は姿を消す。しかし、山岡たちの尽力で畑井と生まれた子供は嶺山家に迎え入れられた。この出来事をきっかけに山岡夫妻は西浜タエの人柄を知り、子供を西浜産婦人科医院で産むことに決めた（68巻「究極の産後食!?」）。
秀沢 民男
声 - 稲葉実
帝都新聞社編集局長。初登場15巻「究極vs至高」。55歳。中帝大学卒。情報産業釣友会（旧釣り天狗同好会）と情報産業俳句会の幹事。編集局長の小泉鏡一とは公私共々何かに付けてライバル関係であり、いつもくだらないことで喧嘩をする。だが大原社主と嶺山社長の喧嘩の場では、利害の一致から小泉と協力しあう場面もあり、27巻「メゴチの局長」や58巻「串カツ論争」では小泉局長に「友達になれると思っていた」と交友関係を窺わせる発言がある。小泉局長の息子紀男と同い年の息子がいる。登場初期は、小泉局長よりも富井副部長との絡みが多く、山岡の活躍により平町部長と共にへこまされたり、説得される役割であった。俳句の才能は小泉局長と同様、壊滅的な酷さである。
平町 法明
声 - 幹本雄之
帝都新聞社学芸部長。初登場15巻「究極vs至高」。50歳。登場当初は嫌味なところもあり、秀沢局長の腰巾着のような役回りであった。回を重ねていく毎に人格的に大らかな人物となっていき、小泉局長と秀沢局長が角を突き合わせる場面でも、暴走する秀沢局長を必死で止めようとしたり、小泉局長との喧嘩が原因で2人揃って窮地に立たされる羽目になった秀沢局長に呆れながらも、何とか2人を助けることができないかと山岡たちと相談する（65巻「ナスで仲直り!?」）など、帝都新聞社の中では最も良識的な存在となっていく（この点は東西新聞の谷村部長と同じ）。今では山岡たちからの信頼は厚く、彼自身も山岡を信頼しているが、一方で富井に対しては性格が温厚になって以降もやや見下している事がうかがえる（78巻「副部長、受難…!?」）。また、学芸部長らしく俳句が上手い一面もある。登場当初は名字が「平野」だった。谷村同様、帝都新聞野球部の監督を務めているようである。同部次長の平本は同野球部のピッチャーとして活躍している。なお、6巻「真冬の珍味」時の帝都新聞社学芸部長は「砂川康一」という別人であり、対決が始まる少し前に他部から配属されたとみられる。

### 週刊タイム
三河 元良
声 - 平野正人
大研社（当初設定は少学館）が発行する「週刊タイム」の編集長。初登場15巻「究極vs至高」。食べ物に目がなく、「究極のメニュー対至高のメニュー」の話を聞きつけて両メニューの誌上対決を実現させた。週刊タイムを発行する大研社が団社長に買収された後、アナログとデジタルの考えの違いなどで団社長と確執があり辞職するところまで行ったが、山岡たちと団の尽力で編集長に留任している（42巻「無理な注文」）。このエピソードがきっかけで団は栗田ゆう子から手を引くことになる。「究極のメニュー対至高のメニュー」の対決の場の進行役だったが、現在は中前田審査委員長と交代している。
南
声 - 坂東尚樹
大研社「週刊タイム」副編集長。初登場15巻「究極vs至高」。編集長の三河を信頼しており、三河が辞職して代わりに編集長への昇格が決まった時も「三河に何とかして戻ってきてはくれないか」と心配していた（42巻「無理な注文」）。

### 二木家関係
二木会長
声 - 勝田久
近城まり子の祖父。日本屈指の財閥 二都グループの総帥で二都銀行会長でもある。初登場は第21巻「カジキの真価」。名前は不明（ただし、テレビドラマ・金曜エンタテイメント版3話では唐山陶人から「とくのすけ」と呼ばれるシーンがあった）。美食倶楽部の会員。二都グループは赤坂と虎ノ門の間の絶好地に「二都ツイン・タワー」なる巨大ビルを建てている。二都銀行は現在東西新聞の安定株主であり、団社長の大研社のメインバンクでもある。ドラマ版では京極万太郎の企業とも取引をしている。
最初はまり子が気に入った山岡を軽く見ていた。しかし、料亭の仲居が唐山陶人の器を壊してしまった一件から山岡の内なる人間性に惚れこみ（21巻「命と器」）、まり子の婿に迎え二木家の跡取りにしようと色々画策したが、結局まり子の惚れた近城勇との結婚を許した。仕事と私生活を割り切り、一族よりも人間的に有能な人材を大事にし、専務取締役の銀高とまり子が言い争った時も、銀高の意見を尊重し、「銀高をクビにするぐらいならまり子を二木家から追い出す」と言い切ったほどである（54巻「日本酒の実力」）。しかしその反面、まり子を自分の業務や面子の道具にしたことがある（55巻「まり子の晩餐会」）。また、児童施設の建て直しに協力するなど篤志家としての一面ある（58巻「二木家の離乳食」）。
二木 崇
声 - 依田英助
まり子の父で、二都銀行の頭取。初登場は第21巻「禁断の鳥」。美食倶楽部のメンバーでもある。まり子曰く「うちの父はおっちょこちょい」（32巻「お見舞のキメ手」）とのこと。二木会長同様、一族よりも人間的に優れる人材を大事にし、専務取締役の銀高とまり子が言い争った時も、銀高を失うこと自体二都銀行全体をはじめ、数百の関連会社全体の不幸になると銀高の意見を尊重し、娘のまり子のことなど縁を切ったら切ったでそれは二木家だけの不幸で済むから別にかまわない、と即答したほどである（54巻「日本酒の実力」）。
輝子
声 - 吉田理保子
まり子の叔母。初登場は、第23巻第1話「ジャンボ茶碗蒸し」。初登場時は30歳代後半。初登場時とアニメ版の設定は、まり子の母の一番下の妹となっていたが、58巻「二木家の離乳食」では二木会長の娘（まり子の父崇の妹）という設定だった。さらにアニメ版では二木証券の重役ともある。山岡にとって数少ない苦手意識をもつ人物。ものすごく美人だが、気が強くて自己中心で、周りを振り回す性格。山岡の事を、気に入り翻弄した為、山岡から「自分中心天動説」と言われている。輝子の気の強さと片森の気の弱さの性格が災いして交際は長かったが、後に片森と結婚、一女（邦子）の母になる。
片森
声 - 田中秀幸
輝子の夫。小説家。長女は、邦子。初登場は、第23巻第1話「ジャンボ茶碗蒸し」。初登場時は、輝子に尻に引かれている感じで、輝子に常に圧倒され、押さえつけることができずにいる。輝子の気が強くてわがままで周りを振り回す性格と片森の気の弱さが災いして、輝子との交際歴は長かったが、二人の仲はなかなか発展していない。山岡のおかげで、輝子との結婚を決意する。

### 月島周辺の関係者
野前
山岡たちの住むビル一階のコンビニ「よろづ屋」の店主。初登場51巻「鶏の味、ニンジンの味」。当初店に生活用品しか買いに来ない山岡たちと野菜を巡って対立するも、アレルギー疾患を患っている孫の奈津子に山岡たちがおマチ婆ちゃんの野菜と鶏肉を提供し和解。以後おマチ婆ちゃんたちが作る無農薬有機野菜などを仕入れるようになった。
南村 敬一、貴恵子
山岡たちの隣に住んでいた夫婦。初登場51巻「奇妙な隣人」。敬一の父親と尾沢平助が友人だった縁で入居した。敬一は新進の小説家で鼻っ柱が強い。帝都新聞の世界国別小説家競作企画の日本代表でもある。貴恵子は画家。後に山岡たちの計らいで、東西新聞社のヨーロッパ情報収集員として夫婦共々イタリアに留学する（66巻「「究極のメニュー」の真価!?」）。
春野 季子
尾沢（春野）はるの一人娘。初登場51巻「再婚します！」。アメリカに留学しており、帰国当初は実父が忘れられず尾沢平助とはるの再婚に反対していたが、山岡たちの説得で容認。その後、日本での就職活動で「テレビ局自体や社長の実力は高い」という理由により極亜テレビに入社（後に金上と再会した際には、逆恨みで悪態をつく金上に対して「どんな会社でも極亜テレビよりはマシ」と伝えている）。金上に山岡たちと懇意にしていることを知られ、情報番組のキャスターに抜擢される形で利用されてしまい、山岡たちと共に出演した番組を金上の策略で大きく編集されたことにより東西新聞は大打撃を受けた（51巻「金上の罠」）。事件後は極亜テレビを退社し他の会社に就職した模様で、アメリカ留学中に知り合った韓国人の安明福と婚約、韓国人に偏見を持っている平助を説得するために山岡たちに協力を依頼した。
安 明福（アン・ミンポク / 안명복）
季子の夫で、韓国人。初登場55巻「韓国と日本」。季子がアメリカに留学している時に知り合った。はじめは韓国人に偏見を持っていた尾沢平助と多少のわだかまりがあったが、山岡たちのおかげで和解、平助の所有する近所のアパートに夫婦で住んでいる。真面目で礼儀正しい性格。なお、本来、朝鮮語では「明」の字を「ミン」とは読まないため、韓国語版では「ミョン」（명）に修正されている。
西浜 タエ
西浜産婦人科病院を営む産婦人科医で、尾沢平助とは小学校の同級生。甥はフランス人のエレーヌと結婚するため、チーズ嫌いを克服しようとする柔道家の西浜勘太郎。初登場68巻「究極の産後食!?」。妊娠した栗田ゆう子や、ジュディ・クリスティを診察する。山岡夫妻の最初の子供である双子の出産は先輩が運営する岩倉産婦人科医院に委ねたが、次女はここで出産させた。また団夫妻の子供もここで出産した。無痛分娩を拒否、最新機器に頼ろうとしない昔気質の医師だったが、山岡たちとはるの説得により超音波診断器を導入する。病院の食事には気を配っていて、賄い担当の清川翠は独学だが、料亭顔負けの料理を作る。
姪が産婦人科医になるのを拒んだため産婦人科の将来を悲観し一時初期うつ病になったが、「究極のメニュー…西音松・西健一郎の料理 冬編…」を食べて病を克服した。

### その他知り合い
富二郎
声 - 北村弘一
初登場1巻第3話「寿司の心」。「しんとみ寿司」店主。
かつて銀座一と呼ばれる店を構えていたが、今は社用族などの客相手をしなくて済むよう佃島で気心知れた客相手に細々と営業している。山岡とは以前から知り合いで、大原社主もかつて贔屓にしていた。山岡は彼の寿司を利用して、威張り散らしていた寿司職人の銀五郎（声 - 兼本新吾）を懲らしめた。原作では1話のみの登場だが、アニメ版では「ハンバーガーの要素」「あわび尽くし」で山岡の料理の講釈のための寿司を握っている。
銀五郎も名前は知っており、山岡の発案のCTスキャンで隙間がなくて空気が含まれずほどよく崩れないガチガチにシャリが固まった寿司で負けて、相手の爺さんの正体が富二郎だと聞いて絶句していた。
木山牧場の牧場長
初登場1巻第5話「料理人のプライド」。千葉の木山牧場で、世界中どこに出してもグランプリを獲れると自慢の牛乳を生産している。
登場時、山岡に対して「海原の若旦那！」「若」と呼んでいたことから、かつては美食倶楽部の関係者だったと思われる。名前は出ていないが10巻第7話「牛乳嫌い」で、山岡が牛乳嫌いだった富井ヒトシを牧場へ連れて行った際、美味しい牛乳を提供し、ヒトシの牛乳嫌いを治している。
大木 一造
声 - 依田英助
初登場2巻第3話「そばツユの深味」。東京一と評判のそばの名店である浅草雷門「藪蕎麦」店主（この店のモデルは浅草にある並木藪蕎麦。大木のモデルは二代目・堀田平七郎）。江戸時代から続く「藪」の伝統をかたくなに守っている。
見込みがある人間には協力を惜しまない性分であり、山岡に頼まれて一芝居打ち、そばの屋台をやっていた花川勇作にそばつゆの秘伝を教えた。また夏の端境期にはタスマニア産の新そばを仕入れているというエピソードがあった（23巻第7話「真夏のソバ」）。

大南 重吉
初登場3巻第8話「肉の旨味」。日本一の味と評価される牛肉の牛を育てている大南牧場当主。
自分が出荷した肉を出す店を訪ねに歩き回ることを楽しみにしている。山岡たちが花村典子と三谷直吉の招待で出かけたステーキレストラン「Le Boeuf Gras」のオーナシェフが、自分が育てた牛の肉を美味しく焼いていないことに激怒し出荷を止めようとする。しかし、このシェフに山岡と三谷の知り合いの伝助名人を引き合わせて特訓。再度来店して、上手に焼いてもらったと満足した。また、牛肉の鉄板焼き店を毛嫌いしていたため、月島の「鉄板焼 鶯宿梅」オーナー寺田元夫からの肉の出荷要請を断っていたが、山岡たちが鉄板焼きの欠点を改善して料理を提供したところ、鉄板焼きを見直して肉を出荷することに同意した（58巻第4話「鉄板焼きの心がけ」）。
真山 浩一
声 - 塩沢兼人
初登場4巻第5話「食卓の広がり」。大星不動産社長。34歳。
二代目の若手社長だが経営の手腕も抜群で、財界からも一目置かれている。東西新聞の文化欄の原稿依頼がきっかけで文化部記者だった林信子と結婚する。幼少時の食生活の偏りが原因でスクランブルエッグ、トンカツ、ハンバーグ、カレーライスしか食べられない極端な偏食のため、信子の作った料理を食べられなかった。信子が東西新聞を訪ねた際にゆう子たちにそのことを話し、ゆう子は山岡に浩一の偏食を直そうとお願いする。後日、山岡はカツ丼を浩一に食べさせて次第に偏食を克服した。12巻第8話の「非常食」で再登場し、この頃には偏食は完全に直ったようで妻の信子曰く「クサヤでもホヤでも大丈夫（食べられるようになった）」とのこと。
力屋の面々
権兵衛（声 - 二見忠男）、大谷（声 - 西尾徳）、大山（声 - 佐藤正治）、大馬 銀吉（声 - 菅原正志）
初登場第4巻第6話「うどんの腰」。力屋は両国近くにあるうどん屋。店主の権兵衛は山岡の以前からの知り合いで、近所に新しく出来た暴力団事務所の暴力団員の嫌がらせに遭い困っていた。店主の権兵衛は太っていて体格がとても良いが、暴力団の嫌がらせに遭っていた時はやせ細っており、店も閑散としていた。山岡達が暴力団をどうするか悩んでいる中、大谷（幕下力士で島高部屋出身）が力士として大成しなかった（一方で料理の腕前が良かったため親方にちゃんこ番として残れと言われていた）ことを苦に橋から飛び降り自殺を図ろうとしていたところを山岡が止める。大谷は山岡達の説得を受けて部屋に帰った後に正式に引退し、その後偶然出会った大山（柔道家で、谷村の大学の後輩）と大馬（プロレスラー）も怪我（それぞれ腰と背骨を傷めた）がもとで引退していることを知る。
三人は今後の身の振り方に悩んでいたところを山岡に力屋を紹介され、三人が力屋で働き始めた翌日に暴力団が力屋に来店してテーブルを蹴り飛ばすなどの狼藉を働いたが、三人が持ち前の怪力で撃退。権兵衛は「二度と来るな」と塩も撒いて近隣住民に称賛され、万歳まで行っている。後日、暴力団が報復で再びやってくるが再度撃退している。しばらくして暴力団を怖がらなくなった近所の住民たちの訴えもあって暴力団事務所も立ち退きさせた。
その後、三人の存在もあって店は再び繁盛し、元力士の大谷の発案で力屋ではちゃんこうどんが看板メニューとなった。
後日には第10巻第2話「ペンションの名物」で権兵衛と共に大谷達三人が山梨を訪れ、山梨名物のほうとうで権兵衛による力屋うどん学校の最後の修行が行われている。
その後、この三人は順調に腕を上げ、現在はそれぞれのれん分けして支店を出して繁盛させている。
水野 ふみ
初登場4巻第9話「縁日のにぎわい」。花川一家十八代目姐（あね）。45歳。荒川絹江の叔母。
テキ屋の世話役で、浅草墨田地蔵の縁日などを取り仕切っている。お客様を大切にし、伝統を汚す行為には断固とした態度をとる。関西の黒笠一家から嫌がらせを受けるも、山岡たちの手助けもあってこれを退け、関東の女親分と一目おかれている。
君島 さわ子
初登場5巻第1話「味噌の仕込み」。青山のオートクチュールの店に務めているデザイナー。母の君島良子は、栗田たま代の教え子。
以前、山岡を発表会で見かけていて、実家の君島醸造が昔ながらの方法で作っている「元祖田舎みそ」の騒動で山岡に好意を持った様子。同巻「青竹の香り」でアプローチを掛けるも、栗田ゆう子の思いを知る荒川絹江と三谷典子の妨害に遭って失敗、以後登場しなくなった。二木まり子の原型キャラクターといえる。

本村
声 - 丸山詠二
初登場5巻第8話「もてなしの心」。昔は海原雄山の元で働いており、その後は唐山陶人の元で働いている。
雄山が士郎と飯と味噌汁の対決をした際、雄山の代理として調理を命じられる。その際、炊く前の米粒を1粒ずつ選んで大きさを揃えて炊き、味噌を山椒の木のすりこぎで擦り、しじみの粒も揃えて調理し、士郎の味を圧倒。この時見せた彼の手腕、そして追い打ちと言わんばかりに雄山に完膚なきまでに論破された事が、士郎を『究極のメニュー』に本腰を入れさせるきっかけとなった。
その後、唐山陶人の元も引退することになり、送別会で士郎に生牡蠣を振る舞われる（第5巻第9話「鮮度とスピード」）。

喜多 永一
初登場8巻第2話「SALT PEANUTS」。ジャズ喫茶「ソルト ピーナッツ」のマスター。65歳。「ソルト ピーナッツ」は山岡や三谷直吉が学生時代に通った店。他にかつて通った客には、本職のジャズミュージシャンになったり、政財界で成功した者もいる。
手作りのソルトピーナッツ（バターピーナッツ）が自慢だが、客が減って閉店することにしていた。しかし、そのソルトピーナッツのおかげでスクープをものにできた東西新聞社会部長川杉の記事掲載によって来客が増え、閉店を取りやめて店を続けている。かつて店のレコードでジャズの勉強をして巣立った、息子たちのような「ザ・カルテット」のメンバーが喧嘩別れで解散しようとしていたのを、山岡たちとともに解散しないよう説得した（20巻第5話「カニカニ大合戦」）。

栃川 北男
声 - 田中秀幸
初登場12巻第6話「日本風カレー」。カレーショップ「マイダス王」経営。
元は柔道家で、日本柔道界のボス虎沢玄太郎（声 - 宮内幸平）の愛弟子。オリンピック代表まで登り詰めたが、飲酒運転をして代表を取り消されてしまったため生活が荒れ、警察沙汰を何回も引き起こした。その後、虎沢の孫娘である朝江（声 - 鷹森淑乃）によって立ち直り、朝江と共にカレーショップを開いて再出発した。二人の仲を許さない虎沢により一旦引き離されるも、虎沢に連れられて来店した山岡たちの協力により信用を取り戻し、仲を認められ晴れて朝江と結婚する。以来旨いカレーショップと評判になるが、来店した雄山のカレーに関する問いに答えられず苦悩。カレーの真実に迫るため山岡たちのインド・スリランカ取材に同行した（第24巻「カレー勝負」）。

アーサー・ブラウン
声 - 村山明
初登場18巻第4話「丼の小宇宙」。アメリカの雑誌「WORLD」の副編集長、後に編集部長。アメリカ放送通信協会アジア支局長でもある。
快楽亭ブラックの友人で、日本語も話せるが、その言葉遣いは滅茶苦茶。あくまで日本語の言葉遣いが滅茶苦茶なだけで、同じアメリカ人と英語で会話している時の言葉遣いは至って普通。日本を紹介する記事を書くため、たびたび山岡たちに協力を求める。大食漢。妻のちえみも、日本人だがアメリカ帰りのため日本語がおかしい（72巻第8話「トロロの深み」）。

酒造会社「江戸一番」の面々
均野社長（声 - 筈見純）、均野 法二（声 - 稲葉実）、喜山 徹平（声 - 麦人）
初登場19巻第2話「杜氏と水」。
「江戸一番」は均野兄弟が経営していたが酒の売れ行きが減っていたため、銘酒「七ッ里」の杜氏だった喜山を迎え入れることとなった。だが上京した当日の均野法二の水に対する振る舞いに怒って揉めていたところを、山岡たちに見咎められる。しかし均野社長の水に対する類稀な能力に驚嘆し、無事杜氏になることを承諾し新生「江戸一番」を作り始めた。その後評判が良くなって新酒鑑評会で金賞を受賞するなど経営は順調だったが、あることをきっかけに金上鋭に乗っ取られそうになるも、山岡たちの尽力により二都銀行からの融資を受け、これを退けた（54巻第3話「日本酒の実力」）。

ジャズバンド「ザ・カルテット」の面々
日村 公二（ピアノ）、土家 昭夫（ベース）、大本 宏（ドラムス）、沖田 信（テナーサックス）
初登場20巻第5話「カニカニ大合戦」。
山岡とメンバーの大本らは以前から知り合いだったようである。メンバーそれぞれが日本ジャズ界でも有数のプレイヤーと自負していてアクが強いため、各人思い入れのある蟹の美味しさ自慢をきっかけに喧嘩別れしそうになったが、山岡たちや喜多永一により蟹を食べ比べ、それぞれ持ち味は違うが美味しいことに変わりがないことに気づき、その良さを生かすことと同じようにカルテット各人の持ち味を生かしてやり直す決意をした。その後も山岡たちや三谷夫妻は、ジャズクラブでの彼らの演奏を聴きに行っている（24巻「カレー勝負」）。
ジャック・バーバー
初登場23巻第5話「パワー・ミート」。草ラグビーチーム「東京蹴球団」コーチ。現在オーストラリアの銀行の東京支店に勤めていて、かつてオーストラリアのラグビーナショナルチームのメンバー。近城の誘いと練習後のビールに惹かれて山岡もこのラグビーチームに加わった。一時、羊肉を巡りメンバーと決裂したが、山岡の助力により和解。コーチを続けている。同巻第7話「真夏のソバ」で再登場した。

白城（しらき）
初登場24巻「カレー勝負」。オリンピア産業スリランカ駐在員。
いちごと紅茶の生産に従事。スリランカを訪れた山岡たちを案内した。66巻第4話「"究極の紅茶"（後編）」や82巻第2話「幻の紅茶」でも登場し、山岡の意見を元に幻のスリランカティーを作りあげた。
大河 猪太
声 - 内海賢二
初登場26巻第1話「タイのタイ」。青隣産業の社長（推定。肩書きの記述は無い）。日本でも五本の指に入る大金持ち。
大原社主の子供時代からの悪友でガキ大将を競った仲。今でも何かと張り合っていて、「新聞屋なんちゅう儲からん商売、いつまでもやっとる」と大原をからかっている。46巻第1話「究極のスッポン料理」にも登場、やはり意地の張り合いを繰り広げた。

伸江
初登場33巻第3話「魅惑の大陸」。オーストラリアでの日本人向け現地ガイド。オーストラリアにて山岡たち東西新聞社取材班の案内をする。当初は食べ物の取材に厳しい見方をしていたが、山岡たちの取材や「究極のメニュー」の素材集めに全面的に協力する。他の仕事で同行できなかった時、同じ会社のジュディ・クリスティを同行させた（59巻第2話「対決再開オーストラリア」）。
橋田 功夫・春代夫妻
初登場38巻第1話「ラーメン戦争」。ラーメン屋「金銀軒」経営。
「金銀軒」はもともと春代の亡くなった前夫と義父が経営していた。功夫は荒川精作の年下の友人で、「大日自動車」社長の息子であり元常務取締役。常務に昇進したのは30歳の時だったが、親の七光りと呼ばれるのを嫌って努力し、7年の間に5台の新車を開発、会社の売り上げも2倍にするなどの実績で「天才経営者」の名声を勝ち取り、それを花道に会社を離れ、ラーメン屋「ジャニス軒」（店名はジャニス・イアンに由来）を開いていた。流星組とのラーメン対決を通じて春代や山岡たちと知り合い、その後、春代と結婚。以後、春代の前夫との間の息子しげおを含めた3人で仲良く暮らしている。その後もラーメンの話で登場する。
春代としげおの旧姓は「井本」。
長井 伸助
初登場38巻第1話「ラーメン戦争」。日本ラーメン総合開発研究所所長。ラーメン一筋50年。ラーメンを国民食から国際食に高めるのを使命としている。「ラーメンは地球を救う!!」という合言葉を言わないと研究所の敷居をまたげない。
日本中のどんな小さいラーメン店でもデータベース化している。同じくその後もラーメンの話で登場する。
ラーメン三銃士
乃士 勇造、出川 実、多木 康
初登場38巻第1話「ラーメン戦争」。日本ラーメン総合開発研究所が「金銀軒」の危機を救うために派遣した、ラーメン専門家3名のこと。乃士が麺、出川がスープ、多木が具の専門家という設定だが、それ以外の生業は明らかにされていない。
作中における唐突な登場シーンがインターネット上で人気を博し、コラージュ画像が多く作られている。
平山相談役
初登場39巻第7話「新種のスイカ」「極日商事」の相談役で、「岡星」で働く田山勇一の大叔父。名字は「平上」となっていた。
極日グループを束ねる田山一族に生まれるも、養子に出されて放蕩三昧する遊び人だったが、その遊び人故の奇抜な着眼点をもって極日グループを今日までに発展させ、その道楽を見込まれて会社の相談役となっている。固くて上品な職業ばかり就く一族を憂いていたが、料理人を目指して岡星精一に弟子入りした田山勇一とそれを許した勇一の父邦蔵の決意を喜んだ。
また友人の日本画家永家房雄が肺ガンで半年の命のため、50年間断っていた肉料理を食べるにあたり、最高の豚肉を食べさせるためスペインに同行した（83巻第2話「最高の豚肉〈前編〉」）。また永家は京極とも懇意にしており、平山は豚肉料理が縁で京極とも知り合いになった。
水村
初登場47巻第2話「病の秘密」。その後もたびたび名前が出てくる。士郎の母を診察した医者で、現在は引退している。「美食倶楽部」の会員。
士郎の母の担当医だったため、海原雄山夫妻の結びつきを良く知っていた。そのことを士郎に語るも受け入れてもらえなかったが、ゆう子はそれを聞いて海原雄山夫妻の真実を理解、雄山・士郎親子の仲直りに向けて決意を固めることとなった。
谷村部長の同級生たち
初登場49巻第3話「タケノコ山作戦（前編）」。谷村部長の田園調布小学校6年2組時代の仲間。
主な面子は、山岡妻の双子を取り上げた産婦人科医院院長夫人の岩倉さんや、田園調布小学校の校歌をすぐ歌いだす「どかん」こと太田くんなど。頻繁に同窓会を開いていて、山岡たちの知恵を借りてはたびたび食べ物にまつわる旅行を行っている。岩倉さんは、初めての子供の誕生でおろおろしていた山岡の姿を上司の谷村に報告したり、山岡が初めての子供たちの名前を決めかねているときに「ポチとかタマ」と名付けると言ったりと、歯に衣着せぬキャラクターの持ち主。
「千旗」の主人
初登場50巻第3話「団の弱点（後編）」。「千旗」は団の妹ゆう子の婚約者立村が勤める和食料理店。立村曰く、「和食の鬼」。
立村の手腕を認めており、立村を解雇するように圧力をかけてきた金上鋭に対しても「わけのわからない奴の横槍で（立村を）クビにするくらいなら店を閉める」と言い切るなど器量の大きい人物。団一郎を恨んだ金上から営業妨害を受けるが、団や同じビルに入居するテナントと協力してそれを退けた。また、オーストラリアへの同行取材を渋る立村を、洋物を料理することを通して説得した（59巻第2話「対決再開！ オーストラリア」）。

花尾 若骨
初登場65巻第4話「ナスで仲直り!?」。俳人。現代俳句界の第一人者で、情報産業俳句会の顧問。
初登場の際は食べ物とは関わりのない人のように描かれていたが、登場する毎に食に関して強いこだわりを持ったやや偏屈な美食家としての性格が目立つようになり、幹事の小泉局長と秀沢局長の食べ物や言葉に関する無教養が原因で、すぐにへそを曲げて「顧問を辞める」と言い出しては、小泉局長と秀沢局長（と彼らに無理矢理協力させられる山岡）は宥めるのに苦労する羽目になる。特に貝が大好物（83巻「俳句会存亡の危機!!（前編）」）。
深川 かや子
初登場66巻第4話「究極の紅茶（前編）」。西洋骨董店「FUKAGAWA」の主人。雄山に紅茶セットを譲ったことがある。
彼女がロンドンで掘り出したマイセンを買いたいという板山秀司に、究極の紅茶を求める。紅茶の話でその後も登場する。
上杉 俊充
初登場74巻第1話「恍惚のワイン」。ワイン評論家。その評論態度は他の評論家にも一目置かれている。
ワインと和食の相性実験を通じて山岡たちと知り合い、ワインに関する話に登場する。高瀬さとみの先生であり、さとみと田所誠司が創刊したワイン雑誌の発行の手助けをしている。
田所 誠司
初登場78巻第3話「ワイン大作戦!?（前編）」。インターネット事業の企業家。団一郎の後輩。同じくワインに関する話に登場する。
あるパーティーでさとみと出会い一目惚れするも、その時ワインを馬鹿にしたためさとみに叱責される。だがまた会いたいがために、1年半でワインのテイスティングを3000本行うほどワインにのめり込み、ついには自らワイン雑誌を発行する決心をする。後にさとみと再会し、山岡たちの協力もあって無事雑誌を創刊、さとみとは協力者から恋人に発展した。
大仁 定義
初登場87巻第1話「おイモな同級生!?」。世界的指揮者。
大人数のオーケストラの中から一人の間違いを見つける、曲の間隔や演奏時間などを全て記憶するなど、人間離れした感覚をもつ。北海道出身で、大河原美津夫とは同郷で中学の同級生であり、悪友同士でもある。演歌とクラシックの違いからお互いで喧嘩し合ってはいるが、大河原の新曲が盗作だと言われればそれを即座に否定して大河原のフォローに回るなど、お互いに信頼している。ジャガイモが嫌いだったが、山岡夫婦や大河原の手によって、今は好物である。99巻第1話「パンケーキの調べ」で再登場。
大河原 美津夫
初登場87巻第1話「おイモな同級生!?」。演歌歌手。「演歌の帝王」とも呼ばれ、中学時代から演歌を作り続けてきた、正に「演歌の天才」。
大仁定義とは同郷で中学の同級生であり、悪友。ジャガイモが大好物で、新曲のヒットのために、断腸の思いでジャガイモ断ちをしたほど。音楽大学を卒業した娘がおり、溺愛している（99巻第1話「パンケーキの調べ」）。

### 極亜テレビ
俗悪な番組で視聴率を稼ぐ経営者共々悪名高いテレビ局。
金上 鋭（かねがみ　えい）
極亜テレビ社長で、新進気鋭ながら後述の性格で悪名高い若手経営者。父親は極亜テレビ会長の金上金作（名前のみの登場。）。初登場50巻「黒いマスコミ王」。
山岡から「毒蛇」と称されるとおり、他者を徹底的に利用し、目的のためなら犯罪行為をも平然と行える程に冷酷無比な野心家で、相手が誰であろうと傍若無人な態度を崩さない極めて身勝手で自信過剰な上、自分の失態や不徳を決して認めようとせず、少しでも自分の思う通りに事が運べなかったり、意に沿わない結果になる等すると烈火の如く怒り狂う程に気性が荒く、自分に歯向かった者や自分のプライドに少しでも泥を塗った者に対して執念深く付け狙うほどに非常に恨みがましいといった度量の狭い性格。しかし、その悪辣なまでの手腕で富と名誉をほしいままにしてきた経営術は確かなものであり、更には雄山からも一応は認められるほどの記憶力、味覚をはじめとする料理の感覚の持ち主でもある。反面、後述する雄山から指摘された『弱点』を突かれたり、自分が優位な状況に立ったり、逆に後に引けない状況に立たされると視野狭窄に陥りやすく、詰めの甘さや短慮な言動を見せてしまうといった慢心や自尊心から墓穴を掘りやすい一面もある。
その悪名は東西新聞社だけでなく財界の様々な人間の間で広く知れ渡っており、直接相対した人間からは総じて最低な評価を下されている。
本編に登場する以前に、雄山に宴席で料理対決を挑むが素材の旨さを引き出すことを怠り敗北したうえ、自分の弱点（内面的に自信が無く、権威に非常に弱い）を指摘されたことを、恥をかかされたと逆恨みしていた。
本編初登場時には大原社主の親族を含む同社の主な株主達を脅したり、騙したりして、株式の30%を保有する事で筆頭株主となり、その勢いで東西新聞社乗っ取りを画策。さらにその企ての最中、大原社主ら経営陣の更迭を目的とした役員会議を開こうと東西新聞社を訪れた際に二日酔いの状態だった山岡から顔に吐瀉物を吐き浴びせられた事を発端に目をつけ、彼が雄山の息子であると知ると一度は同じ雄山を恨む者同士で彼を陥れるための共闘する事を持ちかけたが、金上の性格を見据えた山岡からはっきりと拒絶され、更には自身の東西新聞社乗っ取り計画を阻止された事が決定打となって東西新聞社、特に自身の申し出を拒否して堂々と歯向かった山岡に対しても雄山同様に逆恨むようになる。
その後は東西新聞社だけでなくその周辺人物をも巻き込む形で奸計を謀りながら、先述の騒動の合間に山岡夫妻が自分の前で見せてしまった味覚に関する失態をネタに憎き山岡・雄山親子の社会的信用を失墜させる為に『究極のメニュー』さらには『至高のメニュー』を貶めようと仕掛ける（52巻「究極のメニュー対金上」）も、山岡や、時に共闘した雄山も加わった親子二人の力によってそれらの策略はことごとく失敗し、逆に自分の不正行為によって自ら首を締めていく事となる。
63巻「東西新聞の危機」にて、山岡との些細な諍いをきっかけに東西新聞社に目をつけたアメリカのメディア王トレパー・コドラムと手を組み、東西新聞社そして山岡への総攻撃を仕掛けて山岡を解雇に追い込むも、勢いに乗って雄山も陥れようとコドラムを使って雄山に盗作疑惑の濡れ衣を着せようとでっち上げを謀った事が裏目となり、雄山が陶器の台帳を保有していることを山岡が思い出し、金上に愛想を尽かした極亜テレビのディレクター達から反旗を翻される形ででっち上げの証拠を雄山や山岡達に突き出されて「極亜テレビが社長主導で放送倫理を逸脱した」と公にされ、放送免許を取り消されかねない存続に関わる事態を招いてしまう。さらに東西新聞社・帝都新聞社・週刊タイムら全報道機関が団結して『金上打倒の一斉戦線』を張られ、極亜テレビ社員までも金上追放に立ち上がってしまい、同じく窮地に追い込まれたコドラムにも縁切りを言い渡されて完全に孤立無援となり、極亜テレビは疎か報道業界からも永久追放された。
初期設定では山岡と雄山の和解のために起用された『両者が共闘せざるを得ない程の強敵』として様々な妨害を行うはずのキャラクターであったが、最終的に親子の完全な和解が先延ばされる事となった為、話を膨らませることができず、急遽退場させる方針となった。

## 実在の人物
北大路 魯山人
初登場第5巻第6話「牛なべの味」。日本が誇る芸術家で、陶芸家・書道家・美食家などの顔をもつ。
過去の人物のため直接登場することはないものの、魯山人風すきやきなどの料理や陶芸作品などが紹介される。唐山陶人の師であり、海原雄山が目標にしている美食家の一人。山岡も少なからず影響を受けているせいか、魯山人の料理や器に詳しい。
永田 照喜治
声 - 秋元羊介
初登場第7巻第1話「大地の赤」。永田農法（緑健農法）の創始者。ビニールハウスでトマトなどの野菜を栽培している。
高橋忠之
声 - 寺島幹夫
初登場第13巻第5話「あわび尽くし」。志摩観光ホテルの第5代総料理長。「鮑ステーキ」や「伊勢海老クリームスープ」などの伝統メニューを生み出した。
伊澤平一
初登場16巻第1話「五十年目の味覚」。宮城県仙台市にあって仙台藩の御用蔵を勤めた「勝山酒造」社長（この企業のモデルは勝山企業）。趣味が高じてレストランを営んでおり、山岡のソーセージ作りに協力した。また、宮城県における山岡達の取材にも協力した（第75巻第2話「日本全県味巡り宮城編」）。
小林 富子
声 - 鈴木れい子
初登場第17巻第2話「エイと鮫＜中編＞」。広島県の庄原農業改良研究所の生活改良普及員。
地元で「ワニ」と呼ばれるサメを使った料理の普及に努めている。これまでにワニ料理メニュー約30種類を考案した。
レヌ・アロラ
初登場第24巻第1話「カレー勝負<1>」。北インド・ボンベイ（現ムンバイ）出身。インド料理研究家であり、インド料理学校「アロラ・インド料理学院」を開く。また、この学院では、本作に因んだ会員制倶楽部「OISHINBO倶楽部」がある。
山岡たち究極側は、栃川のために彼女をブレインに迎え、スリランカとインドにカレー取材旅行をする。
辛島昇
初登場第24巻第3話「カレー勝負<3>」。東京大学教授。南インド・タミル語研究の第一人者。インド・カレーに関する著作がある。
山岡たちは訪印前に辛島教授を訪ね、カレー粉の語源を尋ねた。なお、この際、辛島氏はスパイスが足りないと感じたら漢方胃腸薬を振りかけると述べ、山岡たちを驚かせた。
森枝卓士
初登場第24巻第7話「カレー勝負<7>」。フォトジャーナリスト。インド・カレーに関する著作がある。
山岡たちは帰日後に彼を訪ね、カレー粉の秘密を尋ねた。
熊谷喜八
初登場第26巻第4話「菓子対決!!」。シェフ、KIHACHI創業者。
山岡たちは彼に対決に出す菓子の相談に行くも、自分だけでも手持ちのレシピが300～400あり、パリ、ウィーンなどの洋菓子の本場や、和菓子や中華を入れると星の数ほどあると回答される。
尚弘子
初登場第28巻「長寿料理対決」。琉球大学教授。
山岡たちにヒントを与えた。
西 健一郎
初登場第30巻第1話「大食い自慢」。東京都港区新橋にある板前割烹料理店「京味」の主人。山岡が尊敬するほど料理の腕がいい。ハモとマツタケ鍋やカニ鍋が絶品で、海原雄山もその鍋の腕を認めて「鍋対決」の際には至高のメニュー側の料理人として招いた。
岡星精一と尾沢はるが「うつ病」になった時に山岡の考案で、父親の西音松（故人）の料理を再現した親子の合作「究極のメニュー西音松・西健一郎の料理 春・夏・秋・冬」を作り、「春・夏編」で岡星は一時的ではあるが活力を取り戻させることに成功、はるは夏編の料理を食べ完治した（96巻「究極の料理人春編」、97巻「究極の料理人夏編」）。また「秋・冬編」では岡星と、加えて初期うつ病の西浜タエに食べてもらい、おかげで両名とも病はほぼ完治した（99巻「究極の料理人秋編」、99巻「究極の料理人冬編」）。本作に登場する実在人物の中では最も長期に渡って登場しており、実際の西の容姿の変化に合わせて作中の容姿も変化している。
2007年、フジテレビのドラマ『新・美味しんぼ』にて本人役で特別出演、「鍋対決」のカニ鍋において自ら調理して腕前を披露した。
岸 朝子
初登場第46巻第1話「究極のスッポン料理<後編>」。食生活ジャーナリスト。料理記者歴50年。料理界に詳しく、山岡に腕のいい料理人を紹介する。なお、初出回で山岡に道場 六三郎を紹介した。
道場六三郎
初登場第46巻第1話「究極のスッポン料理<後編>」。日本料理の料理人。ろくさん亭店主。
畠山重篤
初登場第46巻2話「牡蠣の旬」。牡蠣の養殖業者。植林活動も実施。
陳 建民
初登場第85巻第1話「担々麺のルーツと元祖<後編>」。赤坂の四川飯店の創業者であり、日本における坦々麺の創始者。陳 建一の父。